# Kalendarium historii Ełku
W całości kursywą oznaczone są wydarzenia polityczne dotyczące całych Mazur, Prus lub państw, sprawujących w danym czasie władzę nad miastem, które wywarły znaczny wpływ na dzieje miasta oraz stanowią punkt odniesienia do wymienionych w kalendarium wydarzeń o znaczeniu lokalnym.

## Kalendarium

### Panowanie krzyżackie do 1454
- 1283 – ostateczna klęska wojsk jaćwieskich pod Prawdziskami, tereny obecnego powiatu ełckiego przeszły pod władzę Krzyżaków
- 1390 – pierwsza wzmianka o Ełku - spotkanie wielkiego mistrza Konrada von Rotenstein z Wielkim Księciem Witoldem

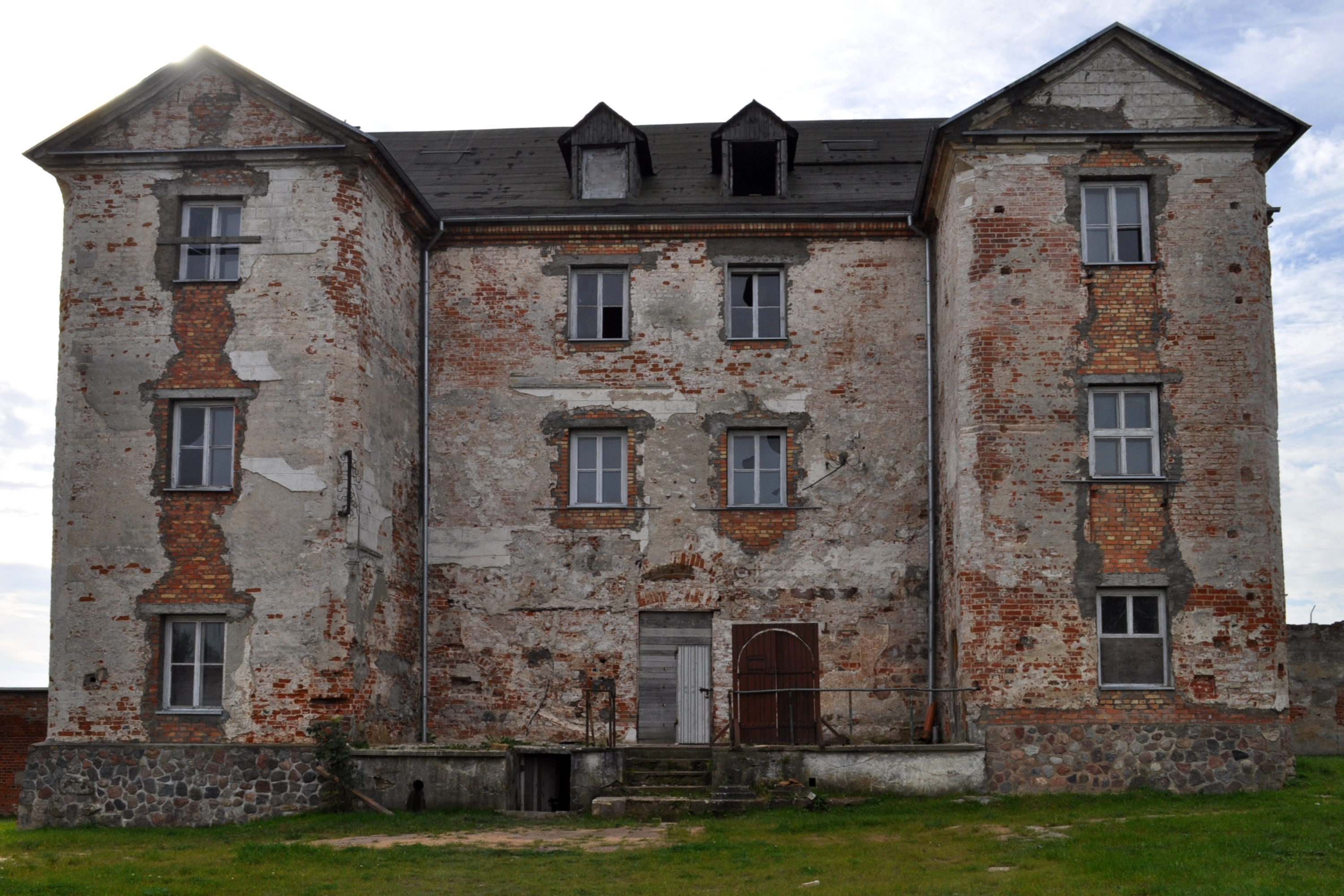
Zamek w Ełku

- 1398-1406 budowa zamku na wyspie Jeziora Ełckiego z polecenia komtura Bałgi Ulricha von Jungingena[1] (według kroniki Hartknocha zamek miał powstać już w 1272, a według kroniki pruskiej w 1276)
- 1409 – wzmianka o prokuraturze w Ełku
- 1415
  - Krzysztof von Czewitz - pierwszy znany z nazwiska prokurator w Ełku
  - zastawienie zamku u księcia mazowieckiego[2]
- 1420 – Ełk przechodzi do komturii ryńskiej
- 1422 – traktat melneński - podział ziem pojaćwieskich i ostateczne wytyczenie granic między Zakonem Krzyżackim a Wielkim Księstwem Litewskim
- 1425 – lokacja wsi wielkiego mistrza Pawła von Russdorfa
- 1435 – Ełk otrzymuje prawa miejskie – akt nadania praw miejskich nosi datę 1445 (zapewne jest błąd w zapisie) oraz przywilej jednego jarmarku rocznie
- 1450 – wielki mistrz Ludwik von Erlichshausen odbiera przysięgę hołdowniczą w językach polskim i pruskim[3]

### Ełk pomiędzy Polską a państwem krzyżackim - wojna trzynastoletnia
- 1454

Akt oddania się stanów pruskich królowi Polski Kazimierzowi IV Jagiellończykowi i Koronie Królestwa Polskiego, 1454, Archiwum Główne Akt Dawnych

  - przyłączenie się miasta do Związku Pruskiego, na którego prośbę król Polski Kazimierz IV Jagiellończyk ogłosił inkorporację Prus do Królestwa Polskiego, czego efektem Ełk po raz pierwszy w historii został częścią państwa polskiego
  - zburzenie zamku w czasie wojny trzynastoletniej[2]
- 1455
  - zajęcie zamku i miasta przez Krzyżaków
  - 24 listopada - zajęcie zamku przez wolnych mazurskich chłopów i wybicie załogi, Ełk ponownie w Polsce
- 1456 – zamek i miasto ponownie zajęte przez Krzyżaków
- 1459 – zamek i miasto zostały zajęte przez wojska polskie pod dowództwem Jana Skubali
- 1462 – zamek i miasto ponownie zajęte przez Krzyżaków

### Ełk lennemKorony Królestwa Polskiego– 1466-1657
- 1466 – w traktacie pokojowym II pokoju toruńskiego wymieniono Ełk, miasto zostaje częścią Prus Zakonnych, będących lennem króla Polski
- 1469 – powołanie pierwszej parafii w Ełku
- 1470 – budowa drewnianego kościoła parafialnego pod wezwaniem św. Katarzyny
- 1483 – Ełk otrzymuje dodatkowo 65 łanów, razem z wcześniejszymi nadaniami posiada łącznie 1398 ha ziemi
- 1497 – odbudowa zamku krzyżackiego zniszczonego w wojnie trzynastoletniej[2]
- 1499 – Ełk - zwany wsią, liczyło około 600 mieszkańców posiada kościół, karczmę i szkołę
- 1502 oraz 1508 – zamek zamieszkiwało 38 osób, posiadał on jedno działo, 10 hakownic i 4 rusznice

Obszar Prus Książęcych od 1525 roku

- 1513 – pierwszy herb Ełku na pieczęci miejskiej ławy sądowej, przedstawiający jelenia wyskakującego z lasu
- 1520, 10 marca - Ełk atakowany przez oddział Mazowsza (w trakcie ostatniej wojny polsko-krzyżackiej w latach 1519-1521)
- 1525
  - sekularyzacja Prus
  - Ełk z diecezji warmińskiej przechodzi do diecezji pomezańskiej
- 1533 – ustanowienie w Ełku Sądu Krajowego
- 1536 – Książę Albrecht sprowadził do Ełku drukarza Jana z Sącza, przejął on nazwisko „Malecki” - „Maletius” i został pastorem w Ełku, prowadził także jedną z trzech drukarni na terenie Prus
- 1537 – Książę Albrecht prowadząc wizytację powstałych kościołów protestanckich odwiedził Ełk
- 1539 – miasto posiadało 24 karczmy
- 1540 – powstanie prawdopodobnie najstarszego cechu w Ełku – garncarzy[4]
- 1541 – w związku z negocjacjami z Polską dotyczącymi sporów granicznych w Ełku przebywał książę Albrecht[3]
- 1544 – Jan Malecki otrzymał majątek Regielnica, gdzie założył drukarnię, którą przejął po nim jego syn Hieronim

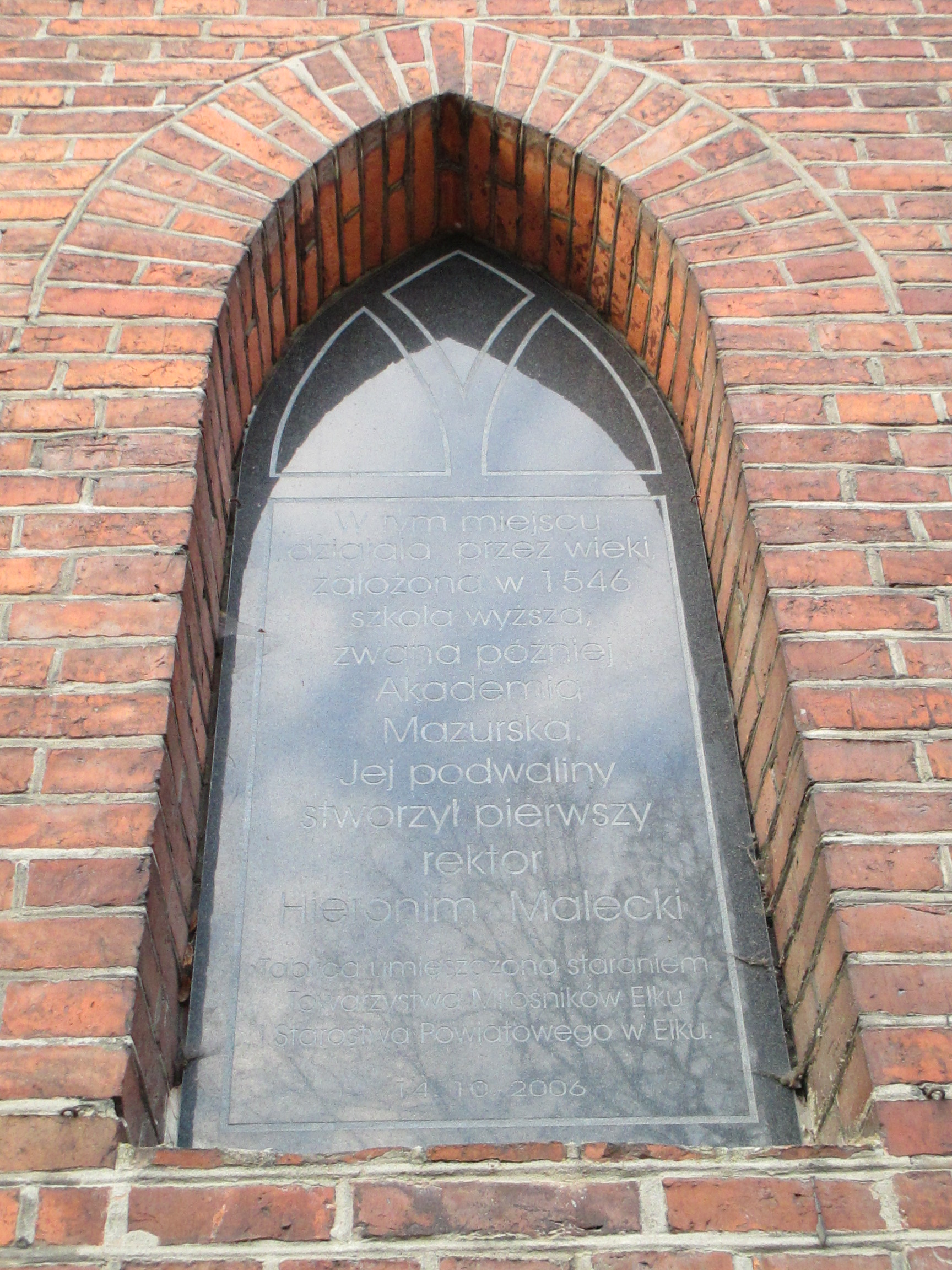
Tablica upamiętniającą dawną Akademię Mazurską i jej pierwszego rektora Hieronima Maleckiego

- 1546 – syn Jana Maleckiego - Hieronim został rektorem założonej przez ojca szkoły z wykładowym językiem polskim (jeszcze w 1802 wykładano w niej 10 godzin języka polskiego, zajęcia odwołano w 1810)
- 1547-1551 budowa kościoła (do 1584 kazania wygłaszane były tylko po polsku, później na zmianę; kościół w 1837 został zamknięty, ponieważ groził zawaleniem)
- 1551-1558 – okres działalności drukarni zorganizowanej przez Jana i Hieronima Maleckich
- 1557 – otwarcie dekanatu
- 1559, 1563 i 1572 Ełk nawiedziły epidemie dziesiątkujące ludności miasta
- 1560 – przywilej ks. Albrechta[4] (jeden targ tygodniowo, nieco później dodatkowo 3 jarmarki rocznie)
- 1568 – wznowiono cech szewców, mógł jednak istnieć jeszcze wcześniej
- 1570 – Ełk po raz pierwszy został zaznaczony na mapie Prus
- 1576 – pierwsza wzmianka o Ełku jako mieście (mapa Caspara Hennebergera)
- 1584 – pierwsze kazanie po niemiecku – dotychczas wygłaszane były tylko w języku polskim
- 1595 – Henneberger ponownie wymienił Ełk jako miasto
- 1599 – szkoła założona przez Hieronima Maleckiego otrzymała status książęcej
- ok. 1600 – Ełk posiadał 50 karczem (w 1539 r. miał ich 24) i zaledwie ok. 800 mieszkańców[4] (ludność zdziesiątkowały zarazy w 2 połowie XVI wieku)
- 1617 – wydanie statutu cechu piekarzy, przywilej ten ostatecznie regulował działalność rzemieślników i uprawomocniał istniejące już wcześniej cechy
- 1618 – unia personalna między Prusami Książęcymi a Marchią Brandenburską, miasto zostało częścią państwa Brandenburgia-Prusy, w którym część pruska pozostała polskim lennem
- 1625 – wybuch epidemii w mieście
- 1638 – wizyta profesora Uniwersytetu w Królewcu Celestyna Myślenty, opracowanie i wydanie przez niego programu nauczania dla szkoły w Ełku[3]
- 1639 – wizyta króla Polski Władysława IV Wazy[3]. Królowi towarzyszyli m.in. kanclerz wielki litewski Albrycht Stanisław Radziwiłł i królewna polska Anna Katarzyna Konstancja.
- 1651 – pożar kościoła i biblioteki kościelnej
- ok. 1651 – przy kościele powstał przytułek, (szpital) pełniący rolę schroniska dla chorych i niedołężnych pozbawionych opieki rodziny
- 1653 – wybuch epidemii w mieście
- 1655
  - Ełk został zajęty przez Szwedów, nałożenie wysokich kontrybucji
  - Szwedzi kwaterując w mieście splądrowali kościół i zrabowali złote naczynia liturgiczne

- 1656

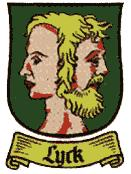
Herb Ełku od 1669 roku

Herb Szczytna odkupiony w 1669 od władz Ełku

  - 8 października – bitwa pod Prostkami
  - 9 października – Tatarzy splądrowali i spalili miasto (min. budynek kościoła), 448 osób uprowadzono w jasyr, 32 zamordowano (ocalał zamek wraz z ludnością, która się w nim schroniła)[1]

### Ełk w państwie pruskim

#### Państwo prusko-brandenburskie - 1657-1701

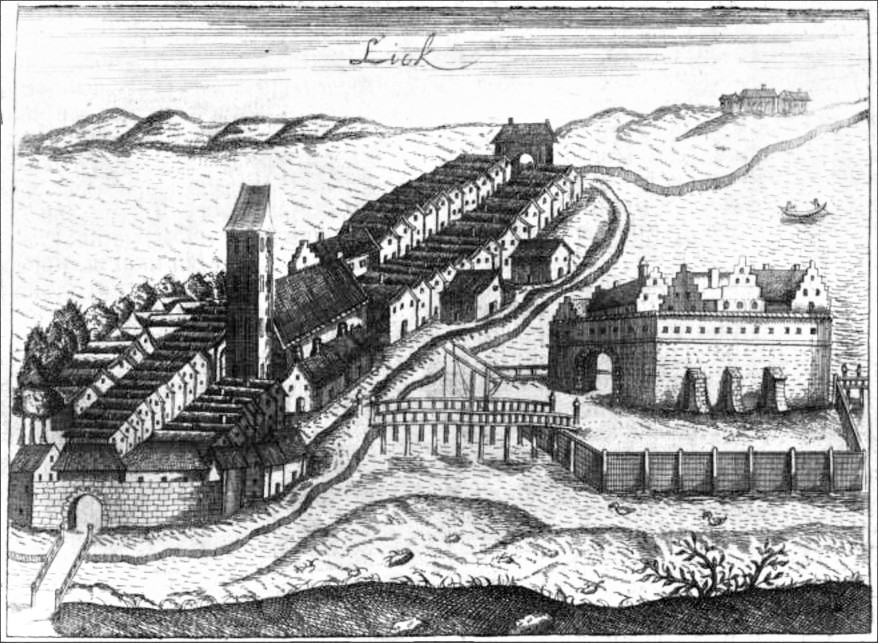
Ełk na rycinie z XVII w.

- 1657 – uniezależnienie Prus Książęcych od Polski, Ełk częścią całkowicie niezależnego państwa Brandenburgia-Prusy
- 1659 – zaraza zdziesiątkowała mieszkańców Ełku
- 1669
  - 23 sierpnia - nowy przywilej miejski nadany przez elektora Fryderyka wraz z nowym herbem przedstawiającym Janusa - bóstwo rzymskie[1]
  - sprzedaż starego herbu miasta władzom Szczytna
- 1670 – zarządzenie zabraniające zasiadania w sądzie i radzie miasta Ełk osobom nie będącym narodowości niemieckiej
- 1684 – najstarszy znany widok miasta i zamku
- 1688, 19 marca - pożar miasta - spłonęły: ratusz (a wraz z nim wszystkie akta miasta), kościół, szkoła i 80 domów
- 1700-1703 – wydanie przywilejów dla tkaczy, kuśnierzy oraz kowali, przywileje regulowały pracę rękodzielników, równocześnie ostatecznie potwierdzając wcześniejsze istnienie tych cechów

#### Królestwo Prus

##### XVIII wiek
- 1701, 18 stycznia - koronacja Fryderyka I na króla Prusów, początkująca germanizację ludności Prus i prześladowania dominującej na Mazurach i w Ełku ludności polskiej
- 1704-1707 – budowa siedziby „szkoły książęcej”, po epidemii dżumy do szkoły zgłosiło się zaledwie 16 uczniów, w 1915 r. ich liczba wzrosła do 94
- 1709-1710 – miasto nawiedziła dżuma, która pochłonęła ponad 1000 ofiar
- 1713 – wydanie przywileju dla szewców
- 1715 – założenie gminy żydowskiej[5]
- 1716 – wprowadzenie powłócznego (podatku od włóki, czyli posiadanej ziemi) na terenie okręgu ełckiego w miejsce dotychczasowych podatków
- 1717 – nakaz Fryderyka Wilhelma I, by obsadzać stanowiska nauczycieli ludźmi znającymi język niemiecki
- 1720
  - założenie szkoły miejskiej[4]
  - na terenie obecnego powiatu ełckiego istniało 8 parafii ewangelickich (Ełk, Ostrykół, Pisanica, Lisewo, Grabnik, Stare Juchy, Kalinowo, Straduny)
- 1721 – Ełk odwiedził król Fryderyk Wilhelm I[3]
- 1723 – zakończono zakładanie katastru (ksiąg gruntowych)
- 1724 – zakaz osiedlania się ludności z Polski i Litwy przy równoczesnej kolonizacji niemieckiej
- 1732 – miasto liczyło 1053 mieszkańców
- 1740 – pierwsze oddziały wojska zostały zakwaterowane w Ełku, dając początek późniejszemu garnizonowi[4]
- 1745 – odbudowa ratusza
- 1756 – urodził się znany historyk Ludwig von Baczko - późniejszy profesor Uniwersytetu Królewieckiego
- 1756-1762 – okupacja Ełku przez wojska rosyjskie w czasie wojny siedmioletniej (1756-1763)
- 1764 – otwarcie pierwszej w Ełku apteki

- 1788

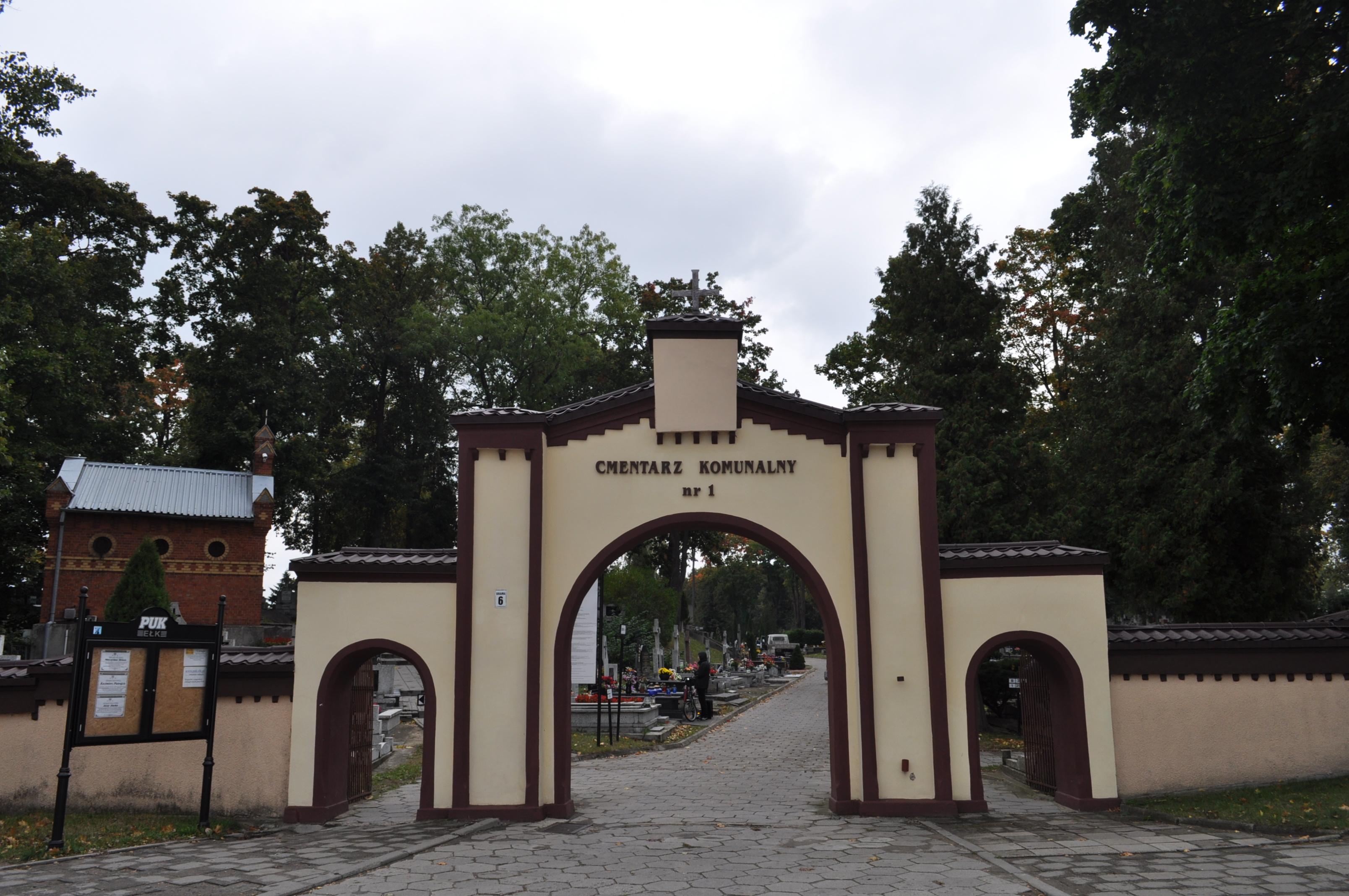
Współczesne główne wejście na cmentarz założony w 1788

  - cmentarz znajdujący się przy kościele obok rynku zostaje przeniesiony za rzekę Ełk (na miejsce obecnego cmentarza katolickiego za rynkiem)[6].
  - do Ełku przybywał gen. Heinrich Johann Günter, który do 1795 r. pełnił funkcję komendanta miasta, oddając miastu wiele zasług
- 1794 – przemarsz powstańców kościuszkowskich w drodze na Prusy
- 1798
  - Ełk odwiedzili Fryderyk Wilhem III i Luiza Pruska[3]
  - język polski w szkole prowincjonalnej przestaje być językiem wykładowym i był nauczany tylko jako fakultet
- 1800 – założenie polskiego seminarium nauczycielskiego pod kierownictwem stryja Gustawa Gizewiusza – Tymoteusza[4]

##### 1801-1871
- 1801 – powstaje Inspektorat Duszpasterski w Ełku, na jego czele stoi superintendent - pierwszy był Tymoteusz Gizewiusz[7]
- 1806 – zajęcie miasta przez wojska rosyjskie
- 1807 – zajęcie Ełku przez wojska napoleońskie, miasto zapłaciło 7000 talarów kontrybucji, w zamku gościł marszałek Francji Michel Ney
- 1808 – powstanie samorządu miejskiego, przejmującego uprawnienia od państwowej Rady Zarządzającej
- 1812 – pierwsi Żydzi legalnie osiedlili się w Ełku
- 1813
  - szkoła prowincjonalna została przekształcona w gimnazjum
  - 14 stycznia - wkroczenie wojsk rosyjskich na czele z carem Aleksandrem I, uroczyście witany przez ludność miasta przy Polskiej Bramie[3]
- od 1815 – nabożeństwa w Ełku i powiecie były odprawiane najpierw w języku niemieckim, a później po polsku
- 1818
  - ustanowienie nowych granic powiatu ełckiego, znacznie rozszerzającego jego zasięg (włączono Straduny, Stare Juchy, Klusy i Kalinowo), w 1818 r. Ełk liczył 2304 mieszkańców, 1837 r. - 3140, w 1852 r. - 4262 mieszkańców
  - utworzenie Ewangelicko-Luterańskiego Stowarzyszenia Modlitewnego dekretem króla Fryderyka Wilhelma[8]
- 1819-1822 – kolejne pożary zniszczyły 267 domów w Ełku oraz ponad 100 budynków gospodarczych, a także ratusz wraz ze wszystkimi dokumentami
- 1820-1822 – przebudowa szkoły książęcej
- 1821 – w Ełku zamieszkiwało 56 katolików, w 1845 r. w mieście i powiecie było ich ok. 100, podlegali oni parafii w Świętej Lipce, w 1905 r. w Ełku mieszkało 573 katolików, w 1910 r. - 752, w 1933 r. - 638
- 1824 – bunt uczniów w szkole książęcej spacyfikowany przez dyrektor Rosenhegna
- 1825 – na wyspie u ujściu rzeki Ełk do jeziora zaczęło działać kąpielisko miejskie
- 1826 – powstała wypożyczalnia książek (w 1840 r. liczyła 2000 tomów)
- 1827 – Johann Guise sporządził plan miasta i zamku
- 1828 – w obawie przed runięciem zamknięty został ratusz miejski

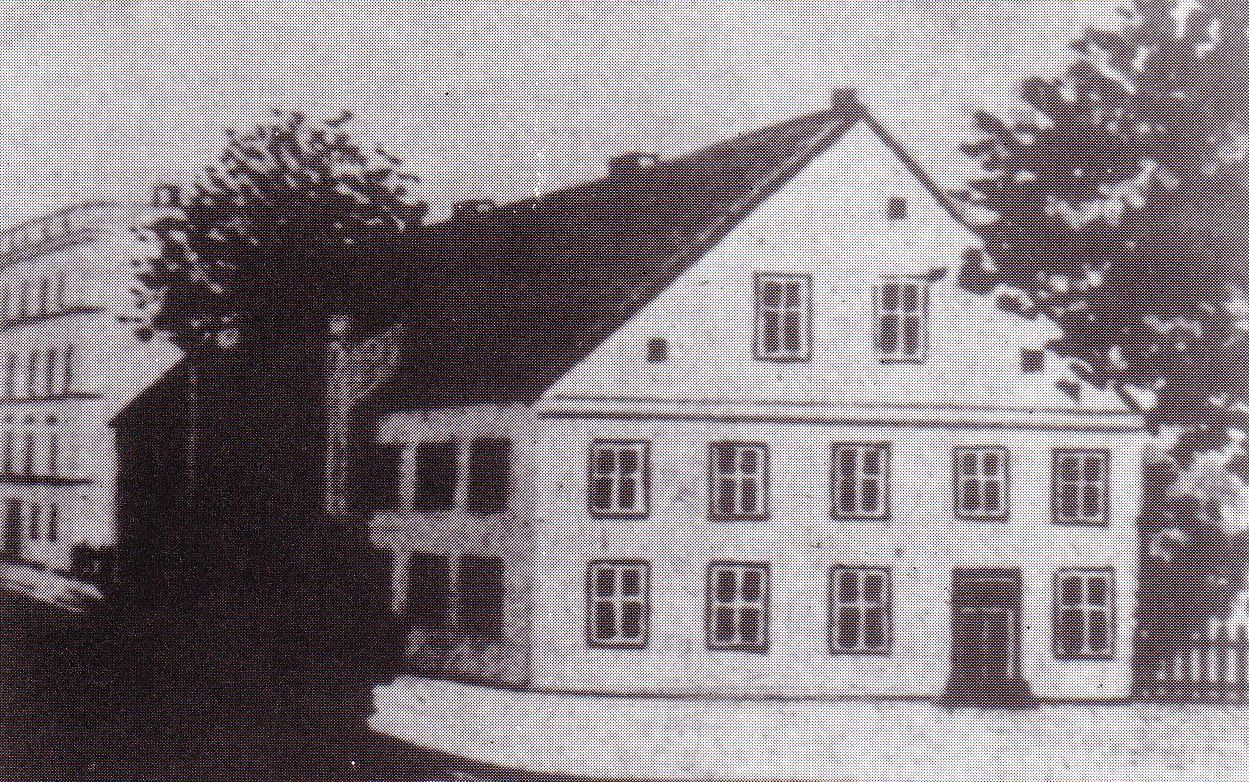
Szkoła książęca (1830)

- 1829 – Gustaw Gizewiusz ukończył gimnazjum miejskie
- 1831, 1837, 1844, 1853, 1854 – epidemia cholery zdziesiątkowała ludność miasta (łącznie ponad 1200 ofiar)
- 1833, 25 czerwca - pożar zamku[1]
- 1837 – założenie cmentarza żydowskiego w Ełku[5]
- 1840
  - od uderzenia pioruna spłonęła więża kościoła, w 1847 r. zbudowano nowy kościół, który został wyświęcony w 1950 r.
  - 10 października - ukazał się pierwsze wydawane w Ełku pismo - „Lycker gemeinnützige Unterhaltung Blatt”, wydawcą był Wilhelm Mentzel (ok. 200 abonentów), od 1842 r. wydał po polsku „Przyjaciela Ludu Łeckiego”, który w 1843 r. miał 280 abonentów
- 1841
  - wybrukowano ulicę Główną (obecną Wojska Polskiego)[7], położono też chodnik i założono rowy ściekowe
  - 16 czerwca - odsłonięto pomnik gen. Güntera (przy obecnej ul. W. Polskiego), zlikwidowanego w 1945 r.[7]
- 1842-1844 – w tych latach ukazał się wydawane przez Wilhelma Menzla czasopismo „Przyjaciel Ludu Łeckiego"

- 1845

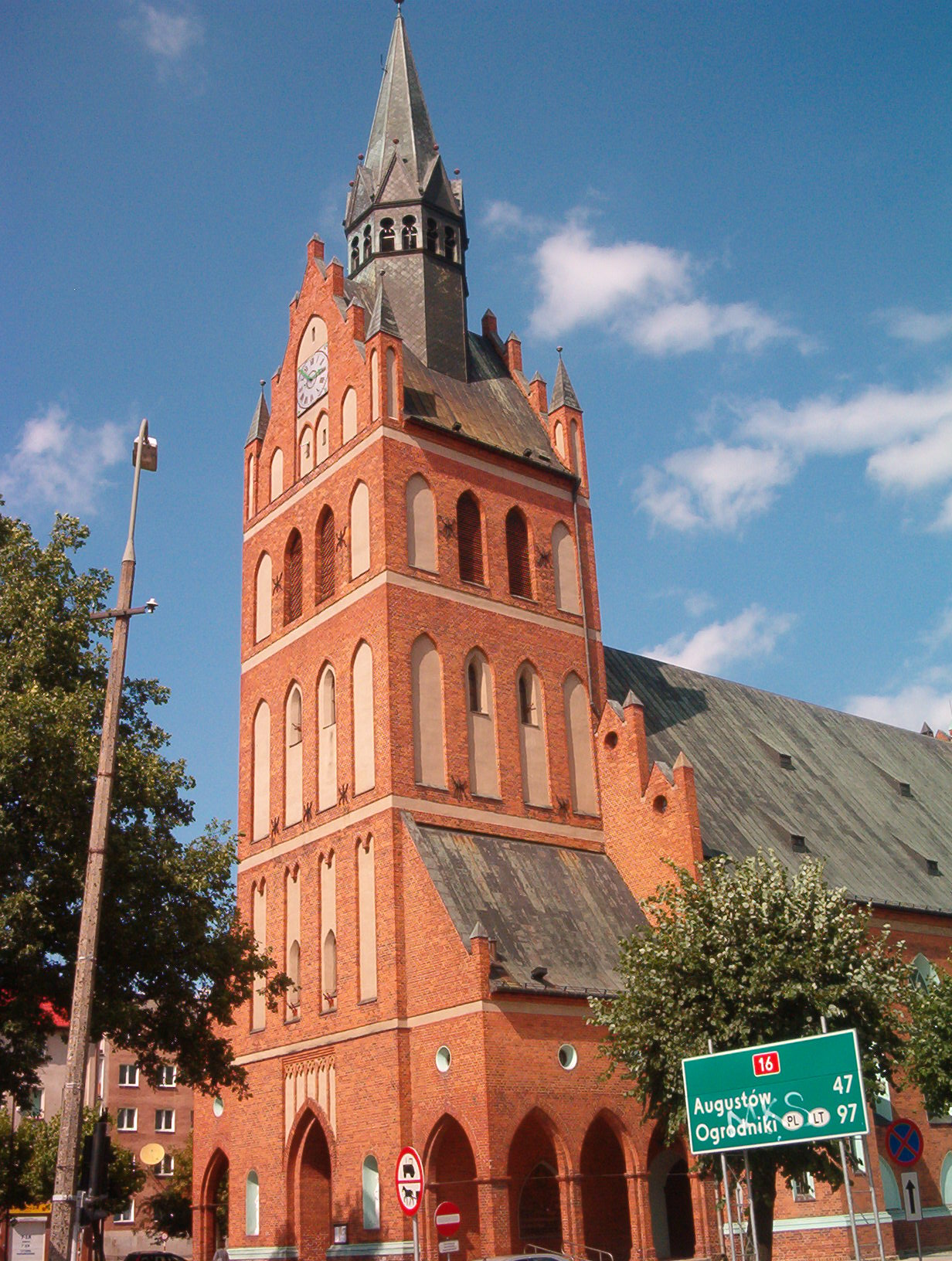
Kościół Najświętszego Serca Pana Jezusa, zbudowany w 1850

  - 5 czerwca - wizyta króla Fryderyka Wilhelma IV w celu zobaczenia rozmiarów klęski spowodowanej przez epidemie cholery[3], Ełk został nazwany przez niego „pięknym miasteczkiem”
  - budowa utwardzonej drogi Ełk – Pisz
- 1847
  - Fryderyk Wilhelm IV wyasygnował na budowę kościoła w Ełku 10892 talary
  - założenie gminy synagogalnej[5]
- 1848-1851 – budowa synagogi przy Bahnhofstrasse[5][9]
- 1850
  - poświęcenie nowego kościoła ewangelickiego
  - miasto Ełk liczyło 3898 mieszkańców
- 1852, 17 sierpnia - do Ełku przybyli wydelegowani przez biskupa warmińskiego przedstawiciele stowarzyszenia św. Wojciecha (stowarzyszenie to prowadziło m.in. akcję rekatolizacji Prus) z zamiarem założenia stacji misyjnej w Ełku
- 1853
  - 22 maja - założenie katolickiej placówki misyjnej decyzją biskupa warmińskiego Josepha Ambrosiusa Geritza[10]
  - objęcie stanowiska prokuratora w Ełku przez Adalberta Falka[11]
- 1854
  - 15 października - na zakupionej przy drodze do Prostek działce, położonej za rzeką Ełk, oddelegowany przez biskupa warmińskiego kapłan Mikołaj Rachoń rozpoczął budowę drewnianego kościoła
  - wyświęcenie najstarszej wciąż istniejącej parafii rzymskokatolickiej w Ełku – parafii św. Wojciecha[10]
- 1856
  - powstała pierwsza szosa prowadząca do Wystrucia
  - początek wydawania w Ełku pierwszego na świecie drukowanego tygodnika w języku hebrajskim Ha-Magid (pol. Kaznodzieja) przez Lazara Lipmanna Silbermanna[5]
- 1857-1859 r. - budowa nowego budynku gimnazjum za kościołem przy obecnej ulicy Armii Krajowej

- 1858

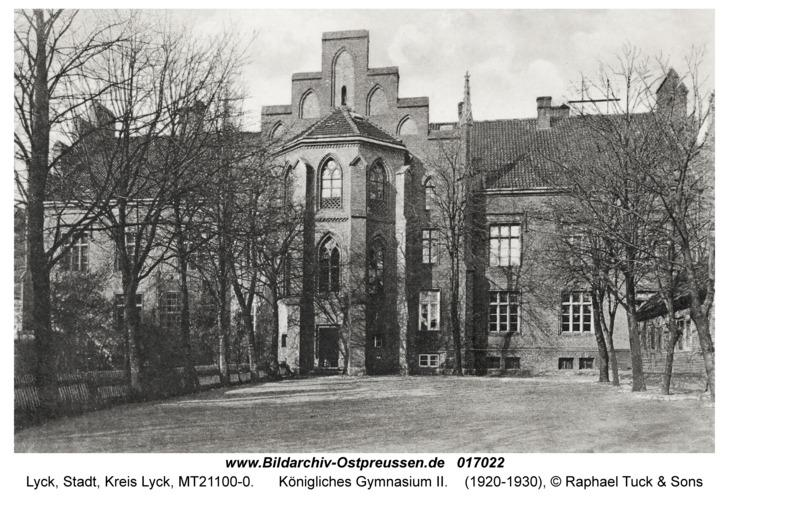
Gimnazjum przy obecnej ul. Armii Krajowej (1859)

  - na terenie powiatu ełckiego istniało już 31 majątków i 180 wsi (38 949 mieszkańców)
  - 27 września - urodził się Michał Kajka – poeta oddany obronie języka polskiego i zachowaniu tożsamości Mazurów (zm. 22 września 1940 r. w Orzyszu, pochowany został w Ogródku)
- 1859, 27 września - oddano do użytku gmach gimnazjum przy obecnej ul. Armii Krajowej
- 1860 – powstała szkoła rzemieślnicza, która wykorzystywała pomieszczenia szkoły ludowej, zajęcia prowadzono w niedzielę
- 1864 – założono żydowskie wydawnictwo-stowarzyszenie Meḳiẓe Nirdamim (pol. Budzący Uśpionych)[12]
- 1865 – zarządzenie władz pruskich o usunięciu języka polskiego ze szkół, do czego jednakże nie doszło
- 1867 – budowa nowego ratuszu przy obecnej ulicy Wojska Polskiego (wówczas Hauptstrasse)

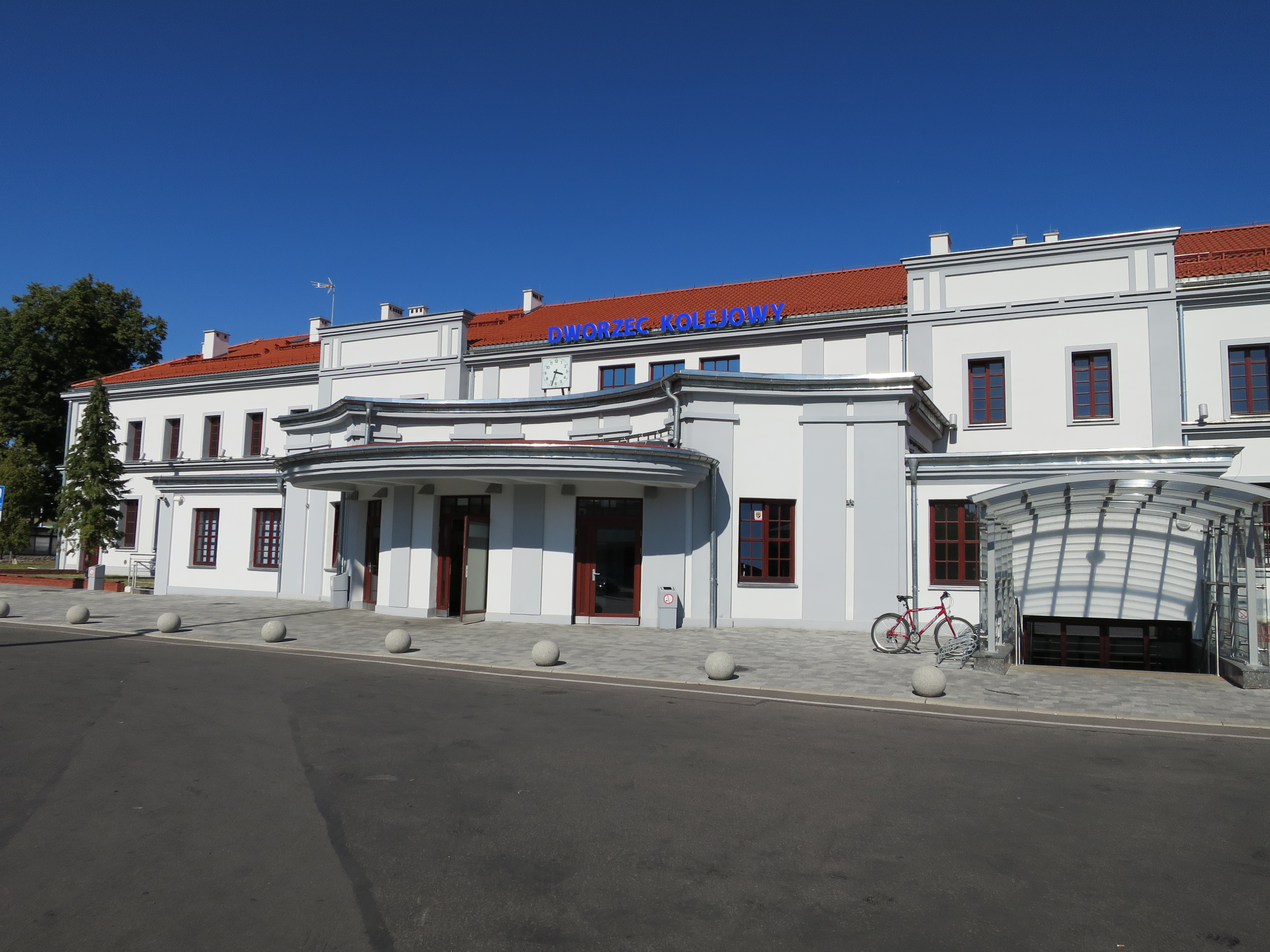
Dworzec kolejowy współcześnie

- 1868, 8 grudnia - otwarcie linii kolejowej Ełk – Królewiec, jako jedna z pierwszych linii kolejowych na terenie Prus
- 1869-1905 – okres najbardziej intensywnych prac melioracyjno-wodnych na terenie powiatu ełckiego, obniżenie poziomu wód w części jezior i osuszenie bagien, prace melioracyjne prowadzono również po 1905 r. ale nie na taką skalę

### W granicach Niemiec

#### Królestwo Prus częściąCesarstwa Niemieckiego– 1871-1918
- 1871
  - 18 stycznia - Król Prus Wilhelm I Hohenzollern został cesarzem niemieckim, Królestwo Prus staje się częścią Cesarstwa Niemieckiego
  - Ełk otrzymał połączenie z Grajewem[7], obok tego rozwijała się sieć kolei wąskotorowych
  - 1 lipca - otwarto linię Ełk - Prostki, mającej łączyć Ełk z Białymstokiem, odcinek do Białegostoku wybudowano kilka lat później
- 1873, 24 lipca - wprowadzenie nakazu nauczania w języku niemieckim
- 1876 – pierwszy telegraf w Ełku
- 1878 – założenie Ochotniczej Straży Pożarnej w Ełku

- 1879

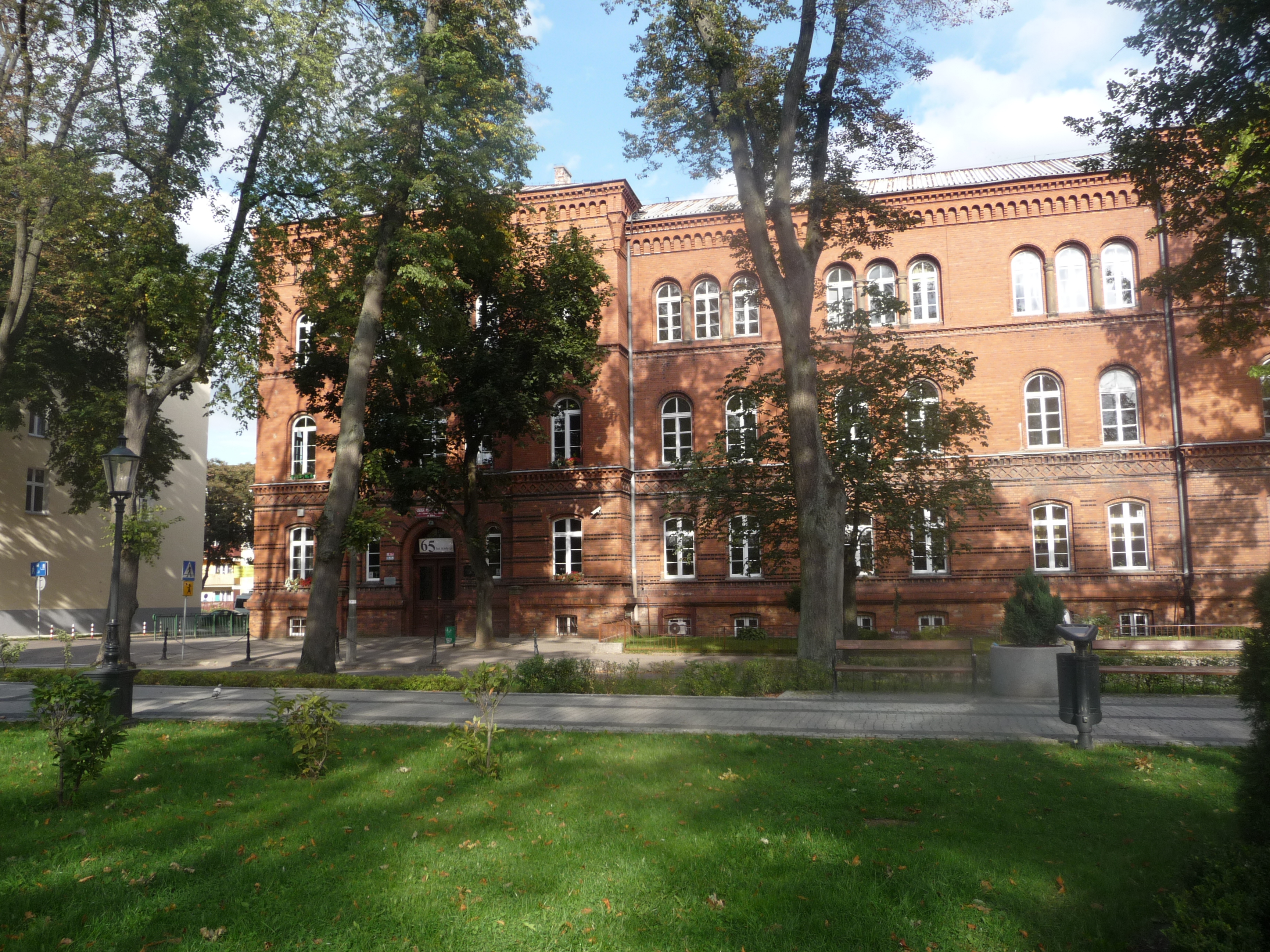
Gmach sądu z 1880 roku, obecnie szkoła

  - w Ełku umieszczono siedzibę Sądu Krajowego, początkowo znajdowała się w zamku do czasu wybudowania nowego budynku
  - otwarcie połączenia kolejowego Ełk-Gołdap[7]
- 1880
  - Ełk liczył 6671 mieszkańców, w 1910 r. - 13 428, w roku 1925 – 15 159, w 1937 r. - 16 020
  - oddano do użytku gmach sądu (obecnie Szkoła Podstawowa nr 2)[4]
- 1881, 1 października - otwarcie nowej poczty przy obecnej Armii Krajowej, budynek spełnia tę rolę do dziś[7]
- 1884 – wybudowano koszary piechoty przy obecnej ul. Kościuszki w 1887/88 r. koszary kawalerii
- 1885, 16 listopada
  - Ełk otrzymał połączenie z Olsztynem przez Pisz
  - przeniesienie wydawnictwa Meḳiẓe Nirdamim z Ełku do Berlina[12]
- 1886 – powstała szosa Ełk – Grabnik – Wydminy – Giżycko
- 1888 – w zamku zaczęło funkcjonować więzienie

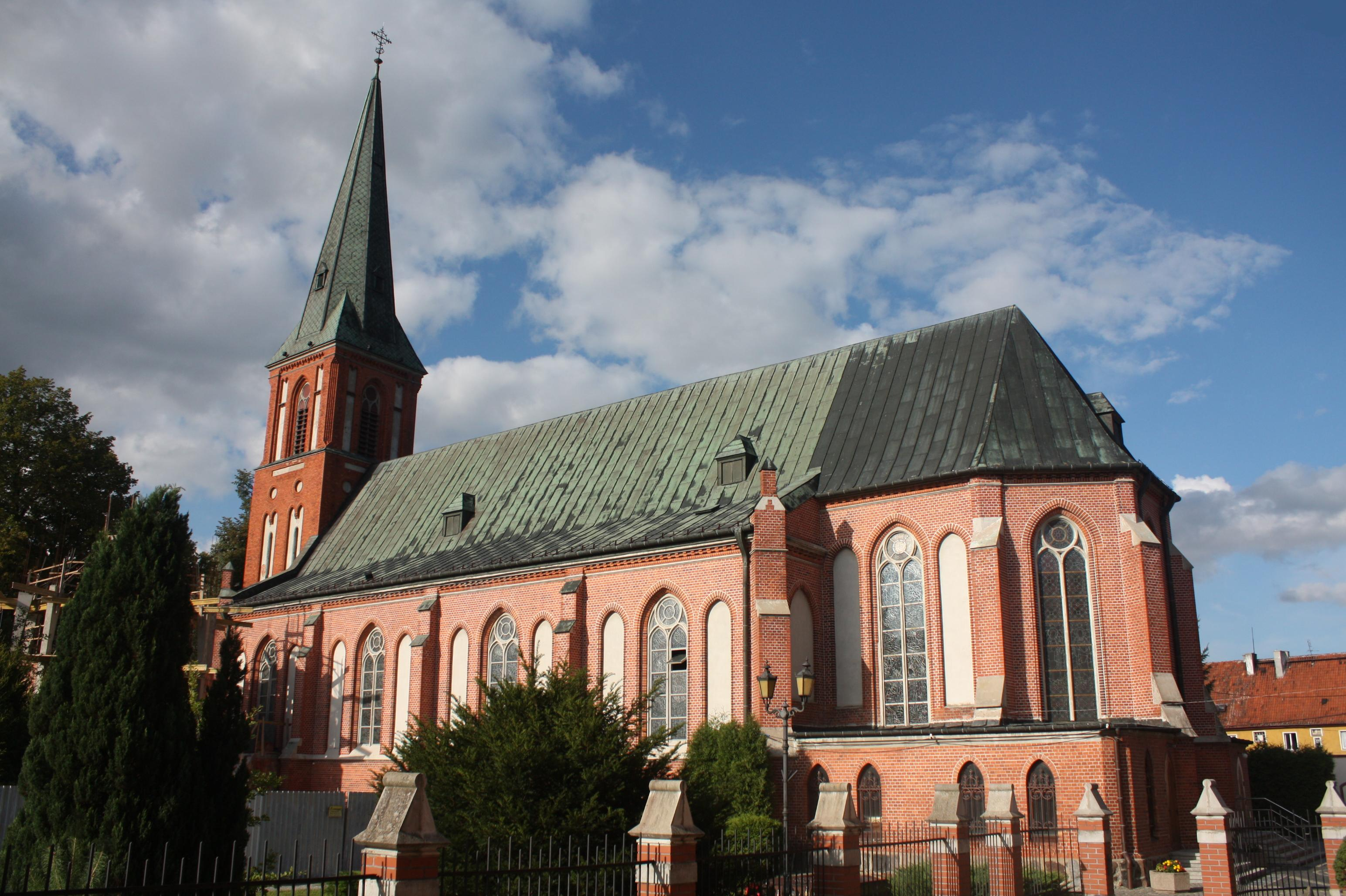
Katedra św. Wojciecha

- 1889 – usypanie grobli łączącej wyspę zamkową z zachodnim brzegiem jeziora
- 1890
  - założenie folwarku miejskiego
  - Ełk liczy 9981 mieszkańców w tym 1300 Polaków (13%), powiat ełcki - 54 804 mieszkańców, w tym 39 000 Polaków (71%)[13]; Ełk jest najludniejszym miastem Mazur
- 1892 – kupiec Albrecht jako pierwszy otworzyła sklep na dzisiejszej ul. Armii Krajowej (Bahnhofstrasse)
- 1893 – rozpoczęcie budowy nowego murowanego kościoła (obecna Katedra św. Wojciecha), wyświęconego w 1895 r.
- 1895
  - Ełk otrzymał połączenie drogowe z Królewcem przez Klusy, Orzysz, Giżycko
  - ukończenie budowy wieży ciśnień

- 1896

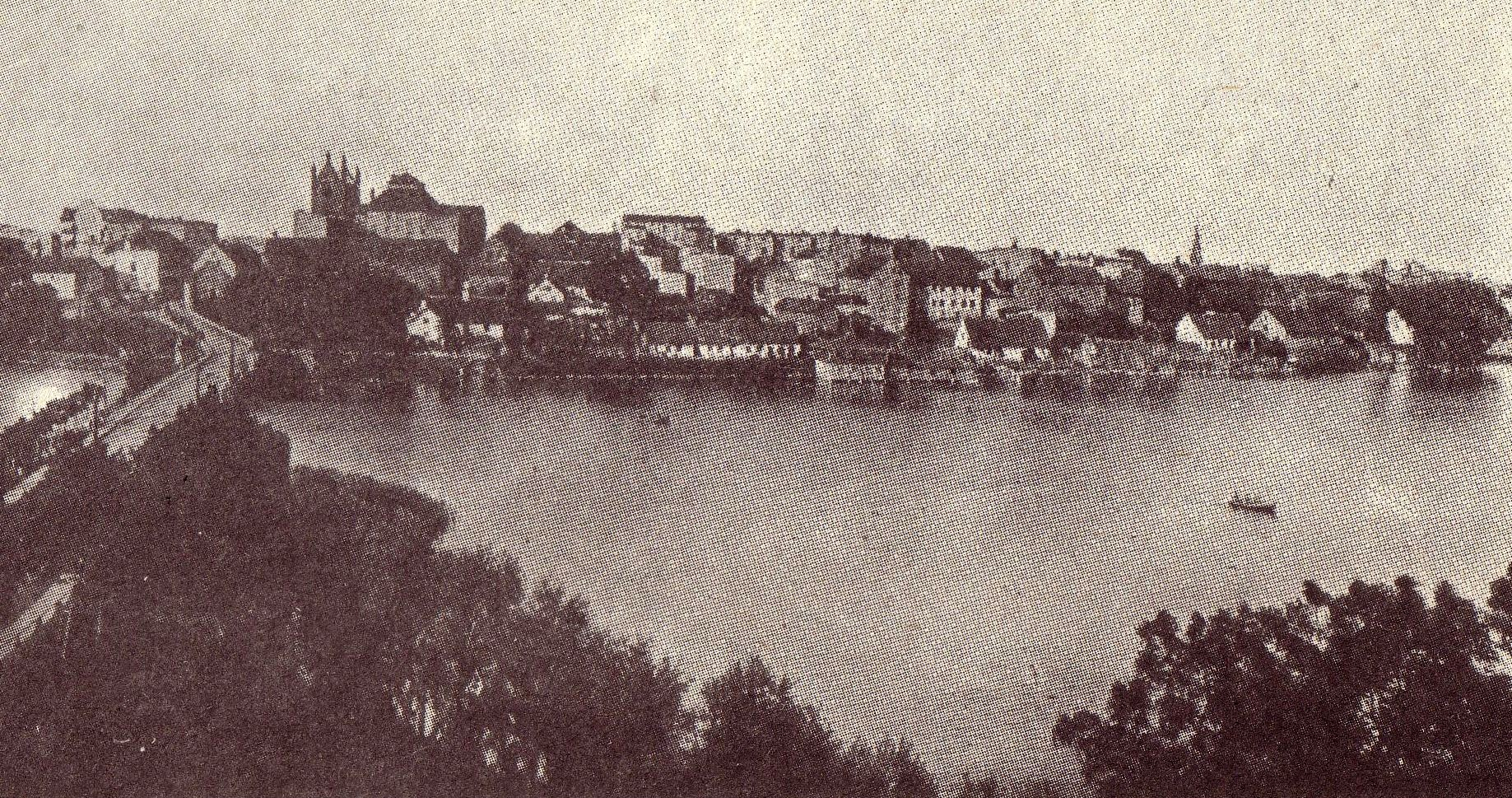
Panorama Ełku ok. 1900 r.

  - 1 stycznia - ukazanie się „Gazety Ludowej”, wychodzi od 1901 r.
  - grudzień - założenie Mazurskiej Partii Ludowej
- 1898
  - powstała gazownia miejska
  - utworzenie rozmównicy telefonicznej z publicznym aparatem abonenckim

- 1900

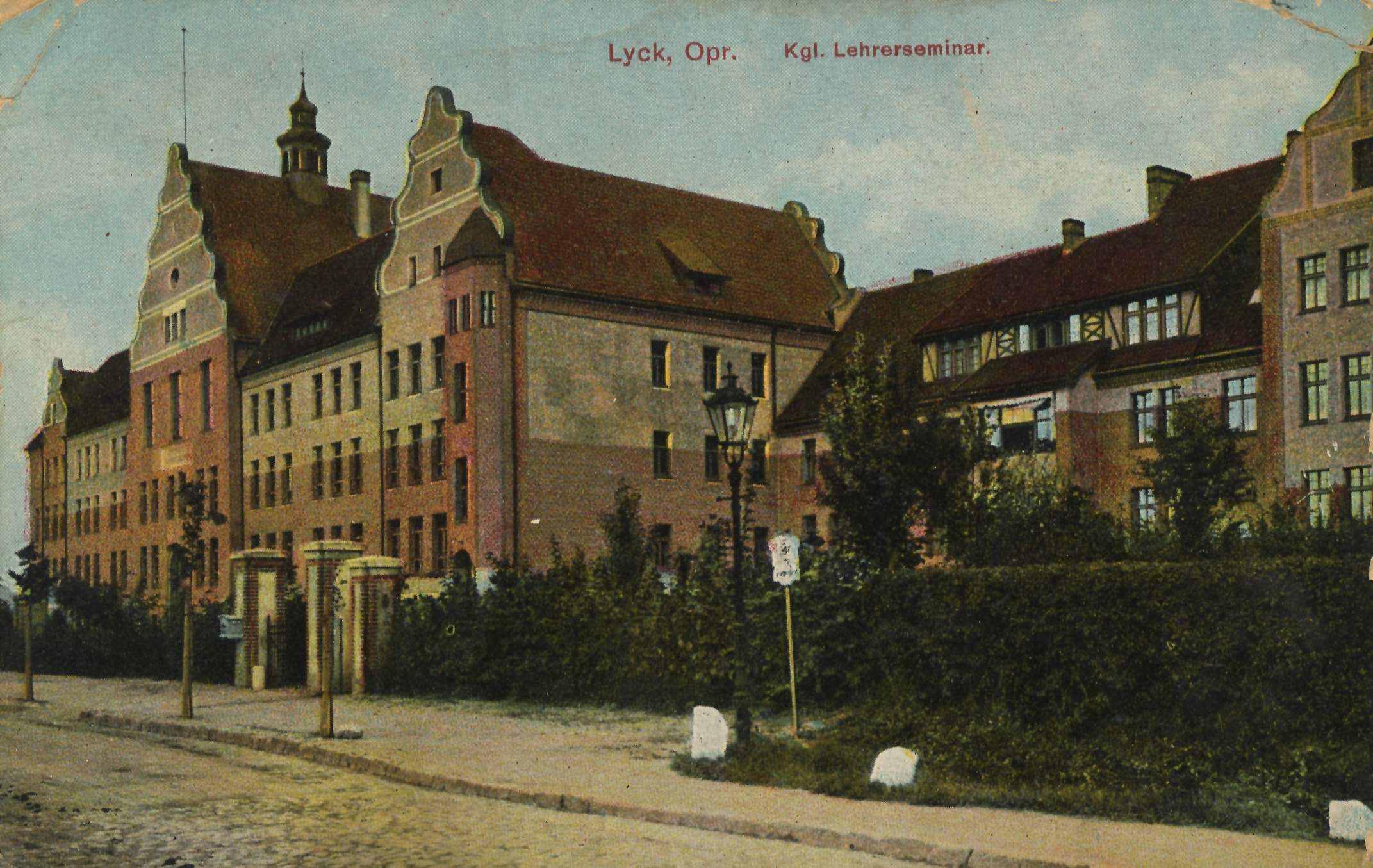
Dawne seminarium nauczycielskie, współcześnie siedziba Zespołu Szkół nr 1

  - Ełk został ósmym co do wielkości miastem Prus Wschodnich
  - ukończenie budowy hali sportowej przy obecnej ul. Kościuszki 29[14]
- 1902 – budowa seminarium nauczycielskiego przy drodze na Orzysz
- 1903
  - rozpoczęto wydawanie w Ełku pisma Poselstwo prawdy przez G. Kuczewskiego
  - 19 sierpnia - konsekracja kościoła pw. św. Wojciecha Biskupa i Męczennika i Przemienienia Pańskiego[15][10]

- 1904

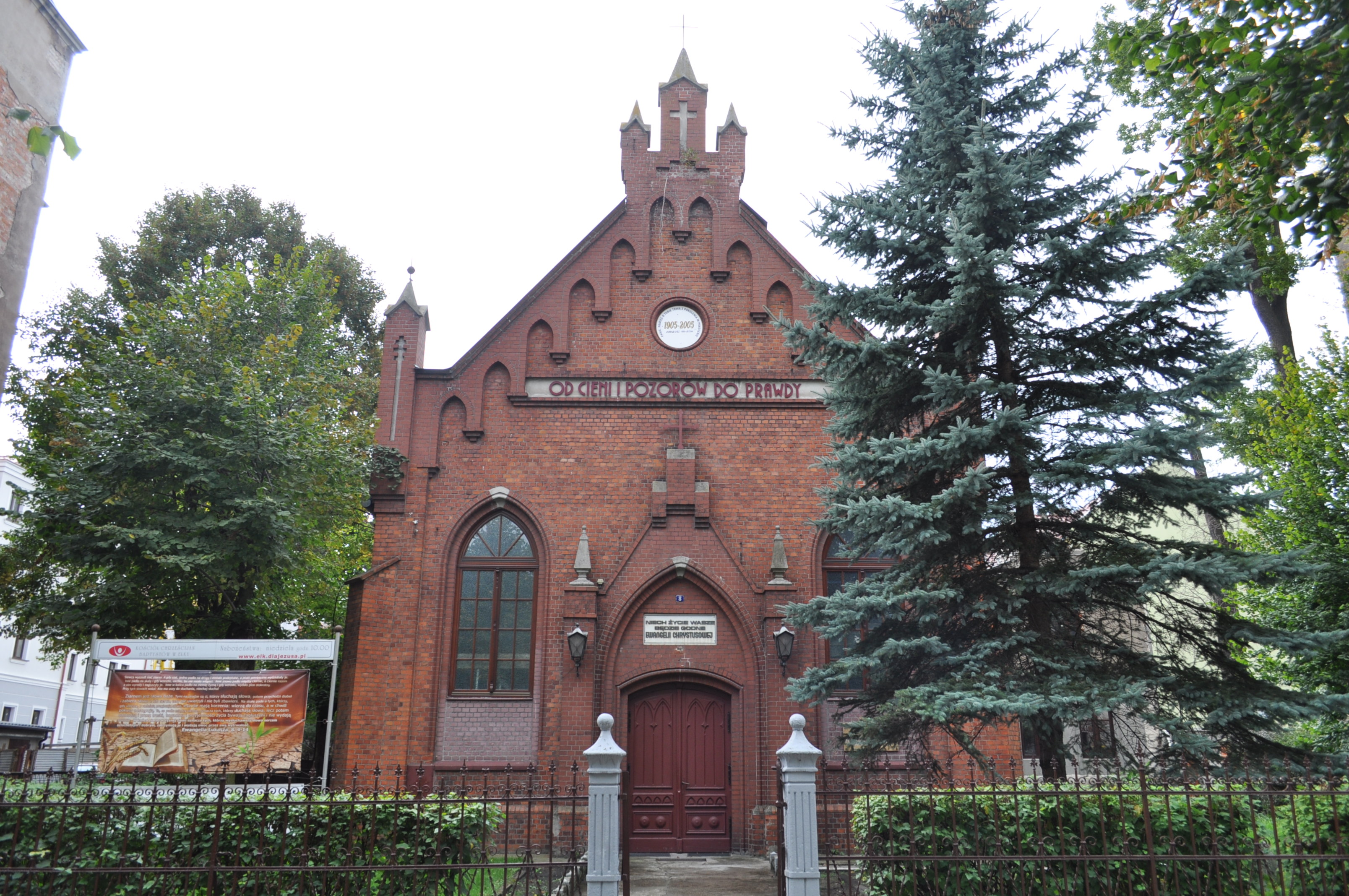
Kościół Chrześcijan Baptystów

  - oddanie do użytku wodociągów miejskich
  - 1 kwietnia - liczba rzemieślników w Ełku wynosiła 947
  - 16 września - objęcie posady sędziego okręgowego przez Franza Schlegelbergera, piastował to stanowisko do 1908
- 1905 – powstanie projektu budowy linii wąskotorowej o szerokości torów 1000 mm poprzedzony analizą geologiczną, klimatyczną, gospodarczą i wojskową na zlecenie starosty ełckiego Carla Suermondta[16]
- 1905[17][18] lub 1908[19] - zbudowanie Kościoła Chrześcijan Baptystów

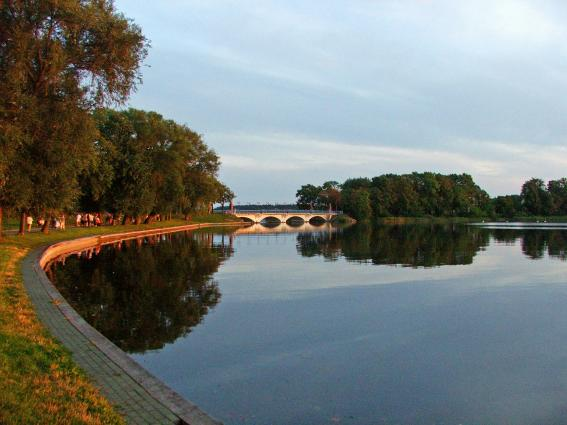
Most na jeziorze ełckim

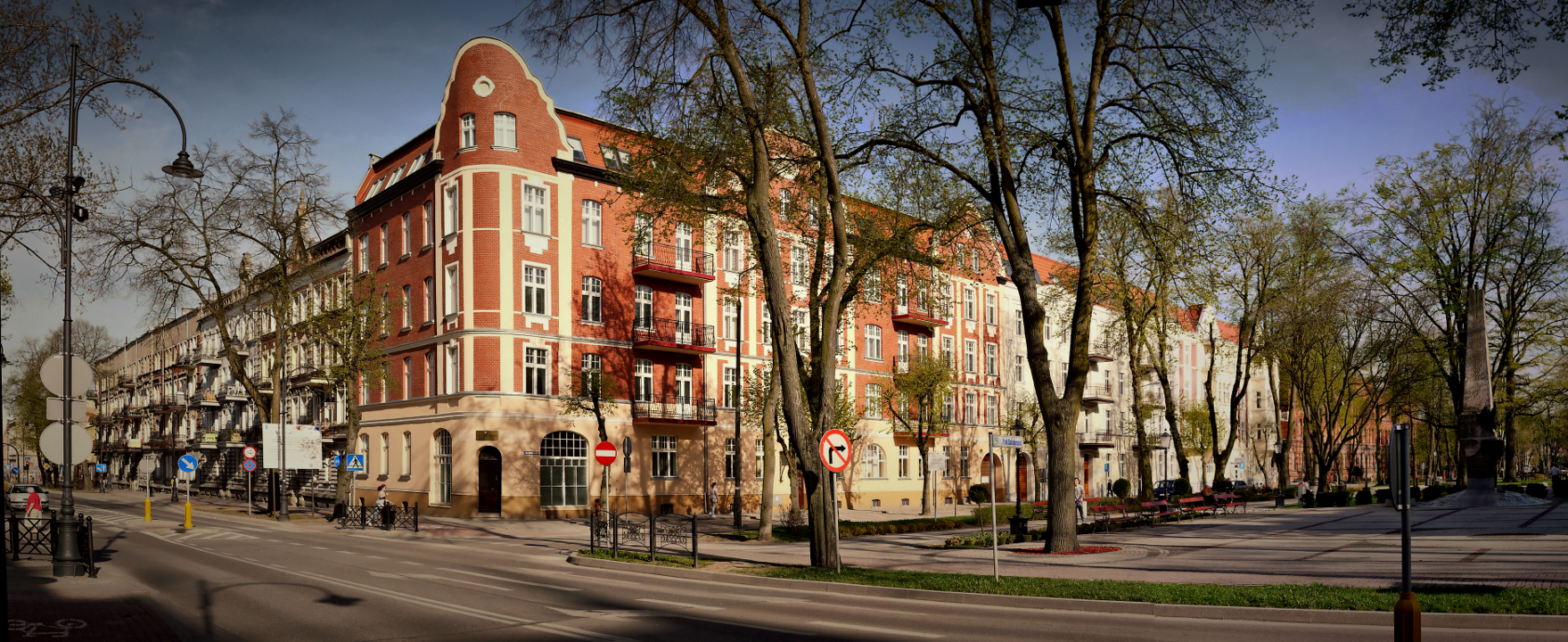
Budynek Sądu Rejonowego przy Parku Solidarności

- 1906 – powołanie przez królewieckie i berlińskie władze kolejowe towarzystwa akcyjnego budowy ełckiej wąskotorowej kolei dojazdowej Lycker Kleinbahn Aktiengesellschaft[16]
- 1907 – powstały zakłady mięsne przy ulicy Gdańskiej
- 1909
  - powstało liceum dla dziewcząt „Goetheschule”
  - 26 maja - oddano do użytku budynek seminarium nauczycielskiego, wybudowany na zakupionej w 1903 r. 4,5 hektarowej działce za wieżą ciśnień
- 1910
  - powstała szkoła rzemieślnicza
  - budowa mostu łączącego miasto z zamkiem na wyspie („Suermondt-Brücke”), dotychczasowy drewniany groził zawaleniem[4], wykonawca firma Windschild & Langelott z Drezna
  - niecałe 50% ludności powiatu ełckiego posługiwało się na co dzień językiem polskim, podobna liczba posługiwała się na co dzień językiem niemieckim
- 1911 – budowa kamienicy na rogu obecnych ulic Mickiewicza i Małeckich, będącej obecnie siedzibą Sądu Rejonowego w Ełku
- 1912
  - budowa szpitala miejskiego, rozbudowanego w latach 1924-1925
  - zakończono budowę gmachu starostwa (Landratsamtu) przy ulicy Szkolnej (Schulestraße) – przy obecnej ul. Marszałka Piłsudskiego[20]
- 1913
  - 23 października - otwarto ruchu kolei wąskotorowej na trasie Ełk-Laski-Borzymy i odgałęzieniu Laski-Zawady-Tworki[16]
  - działalność w mieście podjęli niemieccy Badacze Pisma Świętego – zorganizowali tu serie wykładów[21].

##### I wojna światowa
- 1914

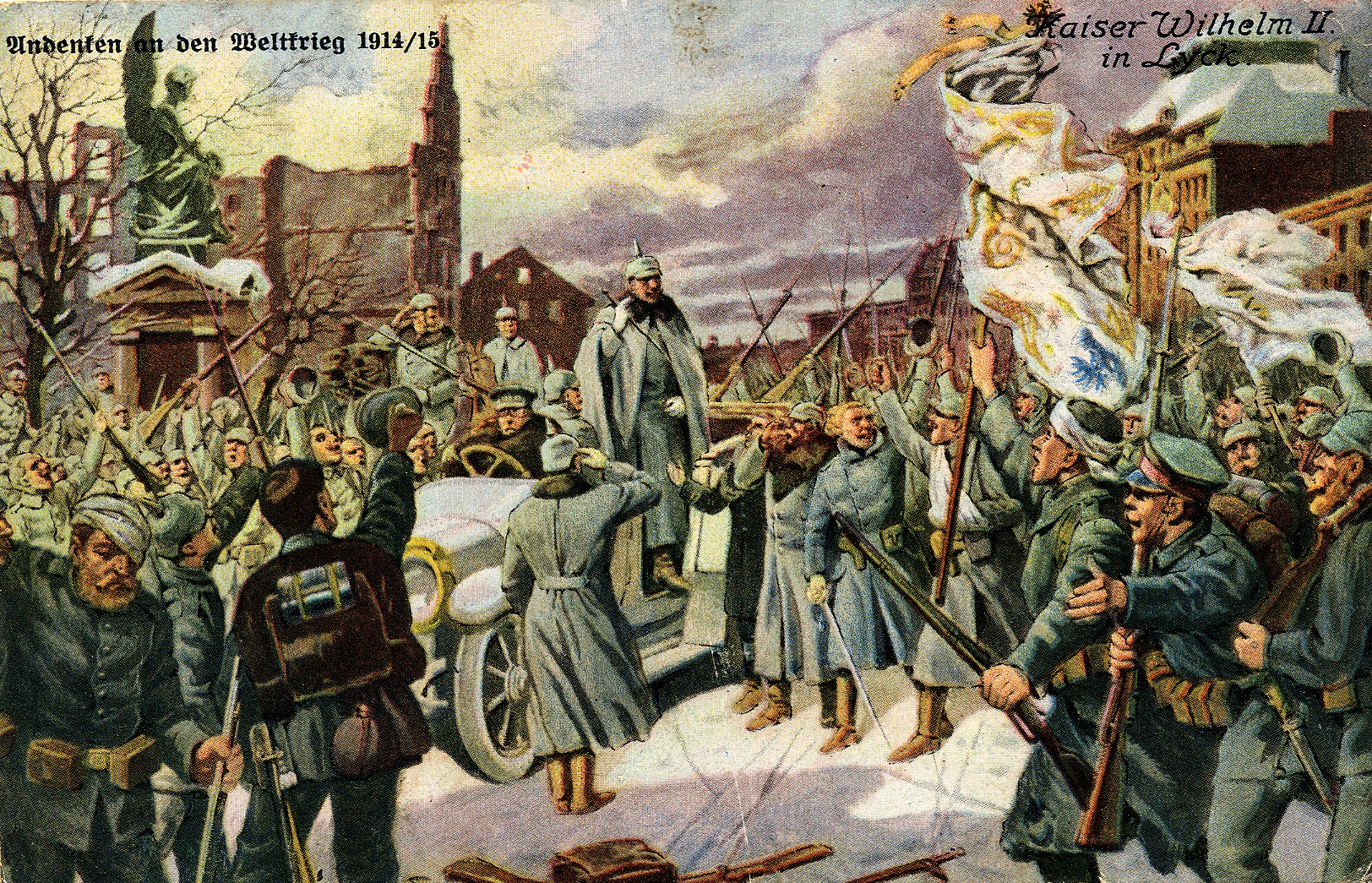
Pocztówka propagandowa upamiętniająca wizytę cesarza Wilhelma II w 1915

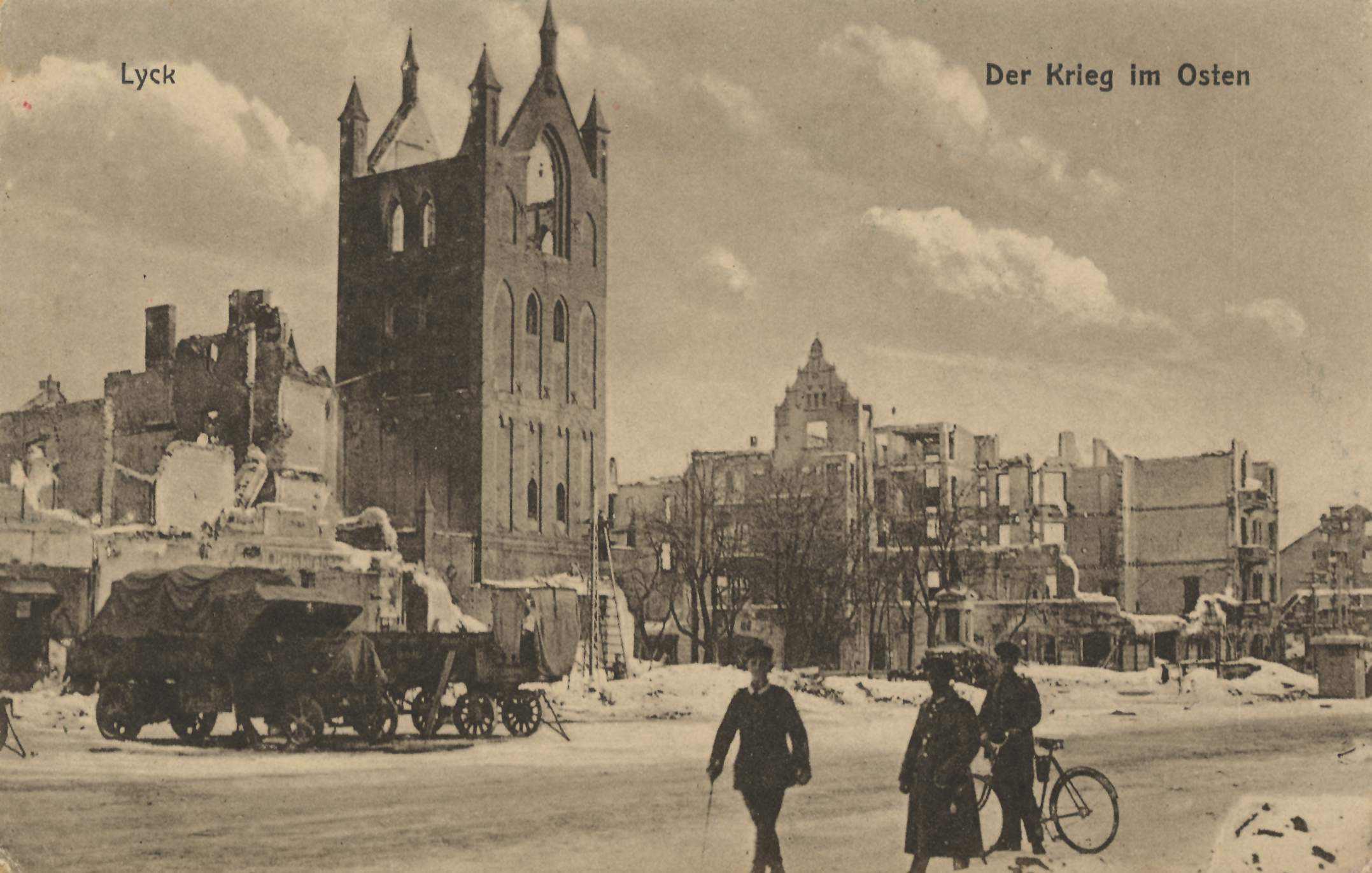
Zrujnowane centrum miasta wskutek I wojny światowej

  - otwarcie linii kolejowej wąskotorowej do Turowa[20]
  - w Ełku stacjonowało ponad 2000 żołnierzy, w 1918 r. garnizon zmniejszył się do 600 żołnierzy, w 1929 i 1930 r. również oni opuścili miasto
  - 19 sierpnia - Ełk został zdobyty przez wojska rosyjskie
  - 10 września - zajęcie Ełku bez walki przez wojsko niemieckie
  - 7 października - wojska rosyjskie ponownie zdobyły Ełk i zostają w mieście do 13 października 1914 r.
  - 7 listopada - kolejny raz Ełk został zajęty przez armię rosyjską
- 1915
  - 14 lutego - ostateczne wyzwolenie Ełku spod okupacji rosyjskiej w wyniku ofensywy lutowej, wizyta cesarza Wilhelma II
- 1916-1917 – budowa lotniska przy drodze na Sędki
- 1917 – założenie klubu sportowego Sportvgg. Masovia Lyck[22]
- 1918
  - powstała szkoła handlowa
  - 5 października - wznowienie ruchu kolei wąskotorowej po wojnie[16]

#### Ełk częściąRepubliki WeimarskiejiIII Rzeszy– 1918-1945
- 1919

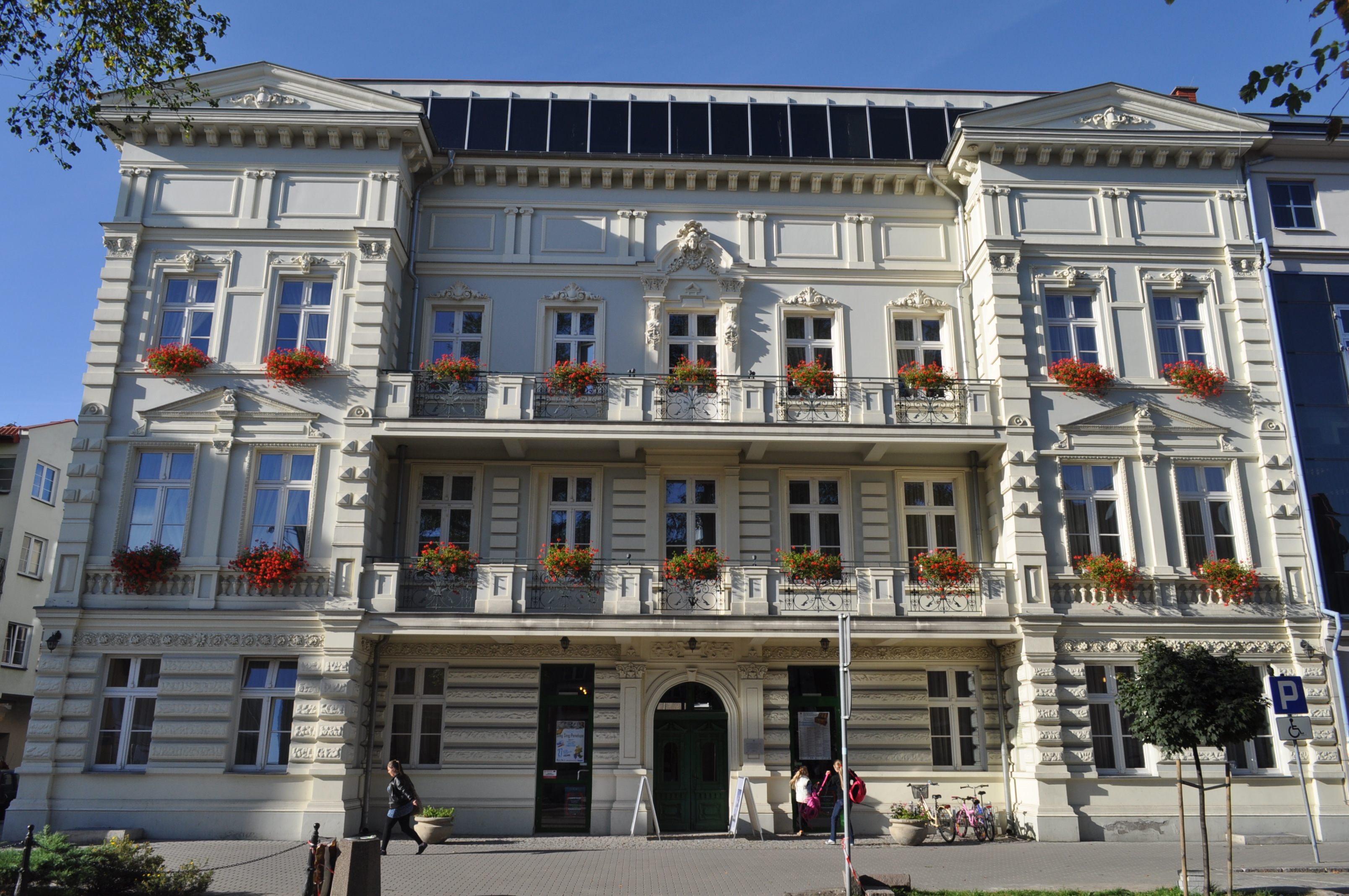
Gmach Szkoły Artystycznej

  - 5 marca - wprowadzenie stanu wyjątkowego
  - budowa kamienicy przy obecnej ul. Armii Krajowej 21, będącej obecnie siedzibą Szkoły Artystycznej[23]
- 1920
  - wynajęcie na potrzeby władz miejskich części opuszczonych przez wojsko koszarów
  - podział szkoły miejskiej na męską i żeńską
  - połączenie szkoły handlowej ze szkołą rzemieślniczą
  - założenie spółki mieszkaniowej zajmującej się budownictwem indywidualnym, w ramach jej działalności powstaje osiedle na Zatorzu za gazownią miejską
  - 11 lipca – plebiscyt w Ełku, który poprzedziły prześladowania polskiej ludności; 8339 głosów za przyłączeniem do Prus Wschodnich (Niemiec), 7 głosów za Polską
  - 1920–1946 proboszczem parafii w Ełku został Karol Fox, który m.in. sprowadził do Ełku siostry Elżbietanki i w miejscu dawnego kościoła wybudował prowadzoną przez nie ochronkę dla dzieci
- 1921 – rozprowadzanie w mieście ulotek z antyżydowskimi hasłami przez niemieckie organizacje skrajnie prawicowe[9]
- 1922
  - powstanie oddziału Banku Krajowego Prowincji Wschodniopruskiej
  - otwarcie nowego budynku szkoły rolniczej przy szosie do Stradun
  - 1922-1925 odbudowa spalonego w 1914 r. kościoła ewangelickiego przy ob. ulicy Armii Krajowej
  - powołanie wicekonsulatu RP w Ełku, mieszczącego się w budynku przy Bismarckstraße 20 (obecnie ul. Mickiewicza 20)

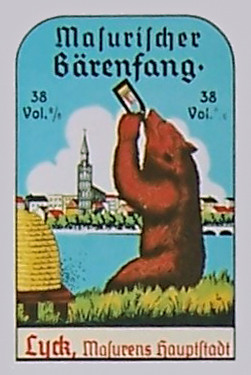
Etykieta ełckiej nalewki z lat 30., u dołu napis Lyck, Masurens Hauptstadt, czyli Ełk, stolica Mazur

- 1923, grudzień - założenie w Ełku Masurenbundu (Związku Mazurów)
- 1925
  - 10 lutego - uroczyste wyświęcenie odbudowanego kościoła ewangelickiego przy ob. ulicy Armii Krajowej
  - 11 października - uroczyste otwarcie nowego ratusza, usytuowanego obok kościoła (władze miasta wprowadziły się już 3 września tegoż roku)
- 1926
  - 19 września - pierwsze Dni Turystyki, zorganizowane z myślą o przyciągnięciu turystów do Ełku zamiast do konkurencyjnego Giżycka, w 1927 r. powtórzono je jako Tygodnie Turystyki (od 26 czerwca do 5 lipca)
  - budowa obecnego Kościoła Ewangelicko-Metodystycznego[8]
  - 1926-1927 r. otwarcie strzelnicy nad rzeką Ełk z trzydziestoma stanowiskami strzeleckimi (jej pozostałości zostały zlikwidowane w trakcie zagospodarowania terenów przylegających do rzeki)
- 1928, 26 lipca - uruchomienie połączenia telefonicznego z Białymstokiem
- 1930 – budowa stadionu miejskiego za gazownią nad rzeką, funkcjonował on do 1947 r., kiedy to przeniesiono go w obecne miejsce, pozostałością po pierwotnej lokalizacji jest dzisiejsza ulica Sportowa

- 1932

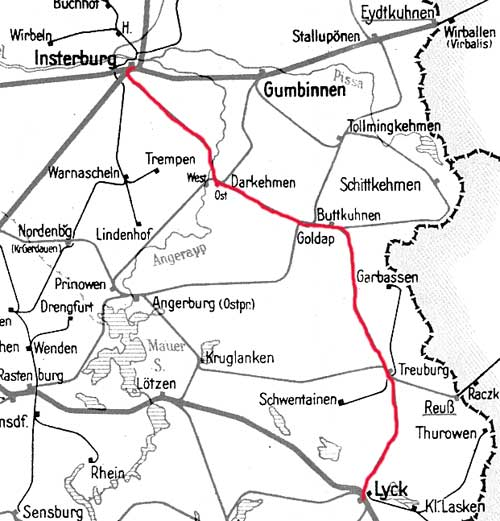
Plan trasy Lycker Kleinbahn z 1938

  - czerwiec - wizyta Adolfa Hitlera w ramach kampanii wyborczej w Prusach Wschodnich[3]
  - 27 sierpnia - otwarcie nowego gmachu połączonych szkół gimnazjum i szkoły realnej, w przebudowanym seminarium przy drodze na Orzysz za wieżą ciśnień (Ernst - Mortiz - Arnd - Schule)
  - przeniesienie wicekonsulatu RP w Ełku do budynku przy Luisenplatz 2 (obecnie ul. 3 Maja 10)
- 1933
  - objęcie władzy w Niemczech przez Adolfa Hitlera i wzmożenie prześladowań ludności polskiej
  - rozpoczęto budowę osiedla za cmentarzem wzdłuż torów kolejowych
- ok. 1935 – nabożeństwa po polsku odprawiane były w kościołach pow. ełckiego tylko raz w miesiącu
- 1935 – największy przedwojenny sukces ełckiego piłkarstwa – awans Masovii Lyck do trzeciej rundy (1/16 finału) Pucharu Niemiec po zwycięstwach 7:3 z Tilsiter SC i 1:0 z VfB Königsberg[24]
- 1938
  - zmiany nazw większości wsi powiatu ełckiego z polsko brzmiących na niemieckie w ramach germanizacji nazw w Prusach, w tym nazwy ówczesnej wsi, a obecnie dzielnicy Ełku z Sybba (pol. Szyba) na Walden[25]
  - 8 listopada - w „noc kryształową” spalono synagogę i splądrowano żydowskie sklepy[26][9]
- 1939
  - Ełk liczy około 17500 mieszkańców
  - 25 czerwca - zmiana nazwy obecnej ulicy Wojska Polskiego z Kaiser Wilhelm Straße (ul. Cesarza Wilhelma) na Straße der SA (ul. SA)[27]
  - 16 sierpnia - powołanie do wojska rezerwistów, na terenie powiatu rozmieszczane są jednostki wojskowe

##### II wojna światowa

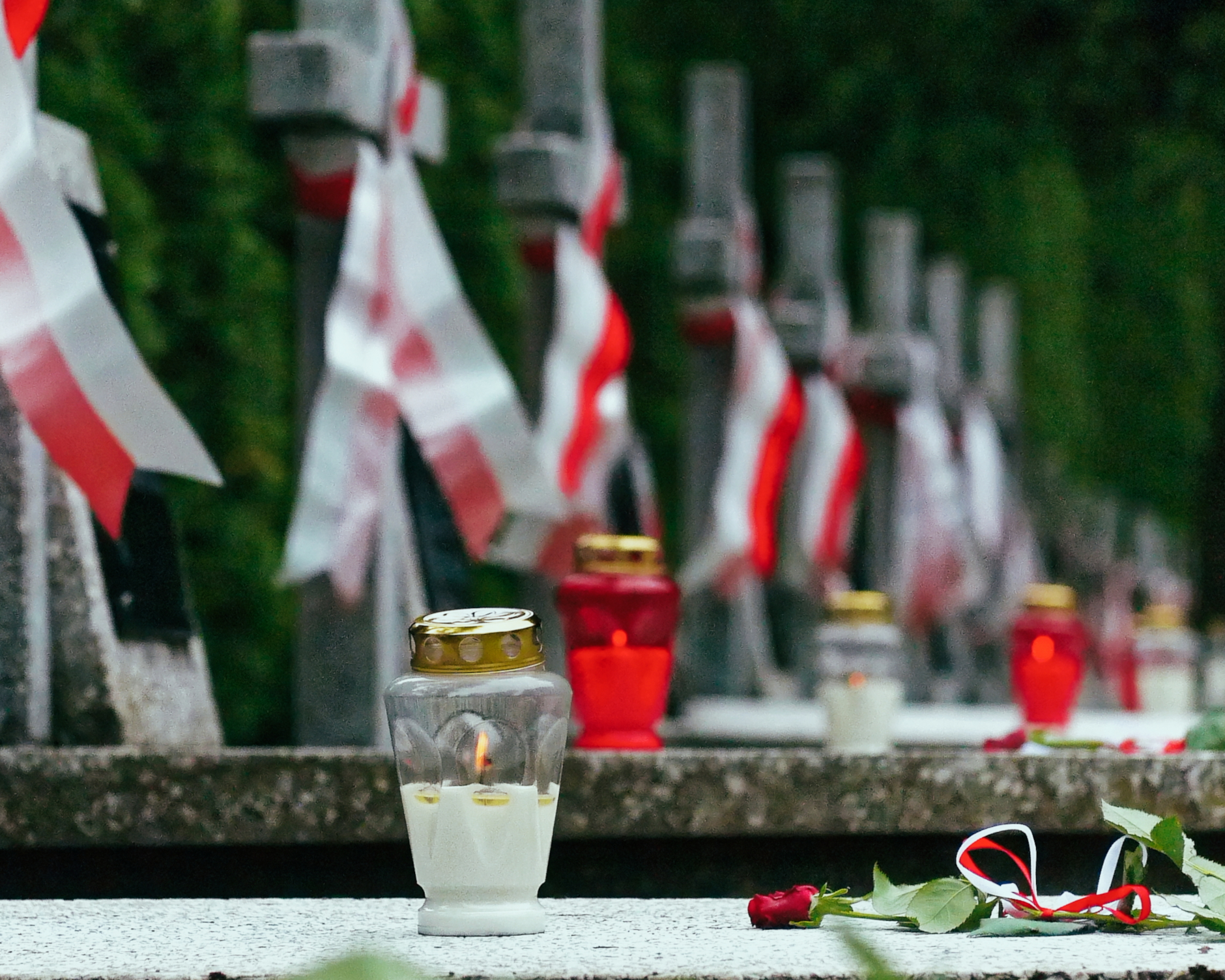
Kwatera żołnierzy polskich poległych w II wojnie światowej na Cmentarzu Komunalnym i Wojskowym

- 1939, wrzesień - z lotniska w Ełku prowadzone były naloty na Polskę (m.in. na Warszawę)
- 1940 – w koszarach ełckich ulokowano jeńców francuskich, wykorzystywano ich do prac melioracyjnych
- 1943, listopad - likwidacja ełckiego szefa gestapo, podążającego do Bogusz, przez Polaków z Grajewa
- 1944
  - sierpień - częściowa ewakuacja Ełku
  - 22 października-6 listopada - ewakuacja ludności z trzydziestokilometrowego pasa przyfrontowego (w tej strefie znajdował się Ełk)
- 1945
  - 20 stycznia - ewakuacja pozostałych mieszkańców powiatu ełckiego
  - 21 stycznia - z Ełku wycofały się oddziały Volkssturmu
  - 22 stycznia - ewakuacja personelu i taboru kolejowego do Kętrzyna, ostatni pociąg odjechał o 20:30
  - 23 stycznia - Rosjanie dotarli do Orzysza, odcinając drogę części ewakuujących się mieszkańców powiatu ełckiego
  - 24 stycznia - zajęcie Ełku przez Armię Radziecką

### Ełk w granicach Polski

#### OkresPRL-u
- 1945

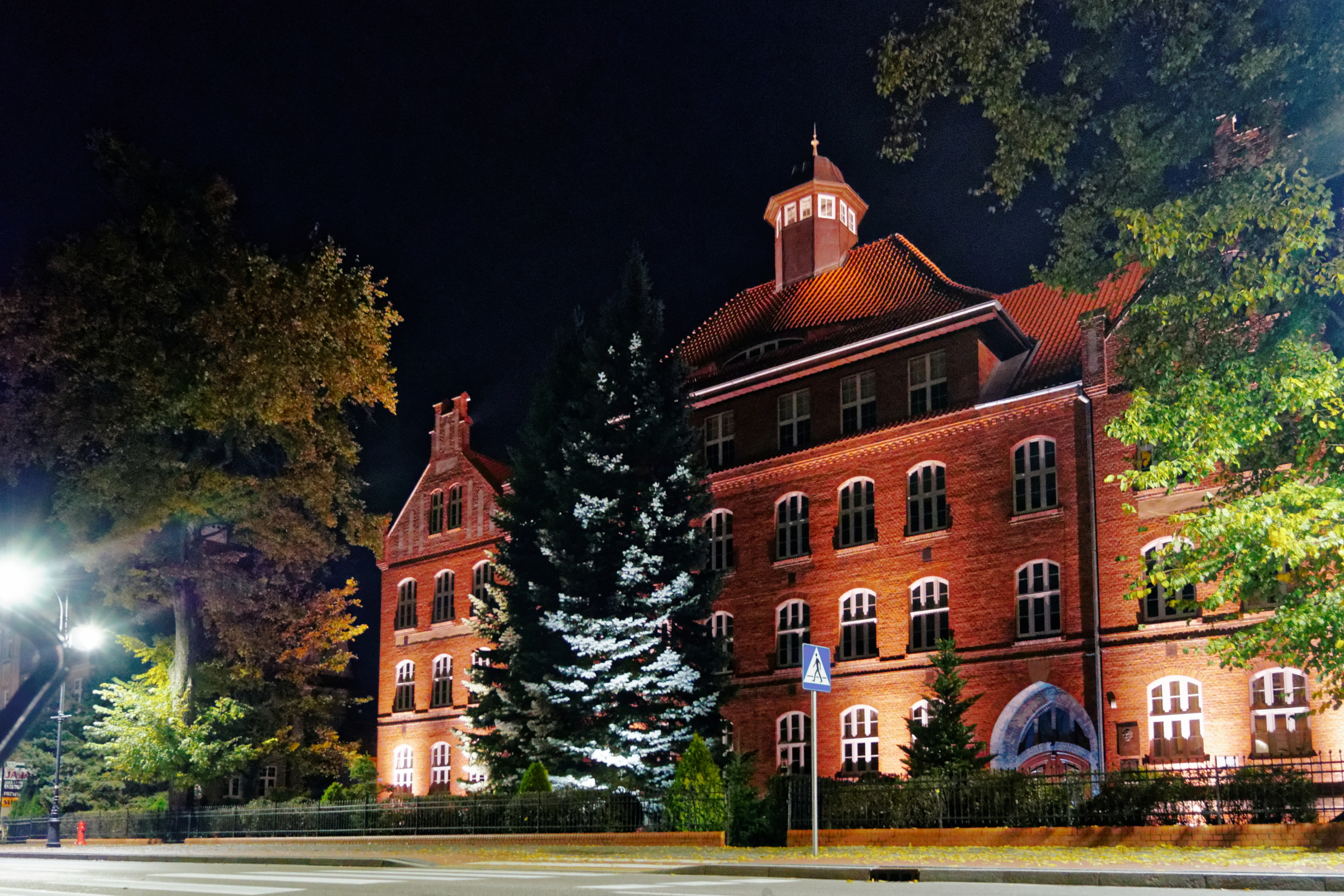
Siedziba powołanego w 1945 roku Państwowego Gimnazjum Koedukacyjnego (obecnie I Liceum Ogólnokształcącego)

  - 6 kwietnia - przyjęcie władzy cywilnej w powiecie z rąk komendantury radzieckiej przez pierwszego starostę ełckiego Władysława Niksę
  - 25 kwietnia - mianowanie pierwszego powojennego burmistrza Ełku, został nim Fryderyk Jeroma
  - czerwiec - przesiedlenie na teren powiatu ełckiego 770 rodzin repatriantów i przesiedleńców w liczbie 3200 osób[28]
  - 21 czerwca - przejęcie budynku przy ul. Słowackiego 2 przez Powiatowy Urząd Bezpieczeństwa Publicznego i organizacja w piwnicach aresztu na osiem cel[29]
  - 7 lipca - uchwała Rady Ministrów o wyłączeniu z Okręgu Mazurskiego (d. Prusy Wschodnie) powiatów ełckiego, oleckiego i gołdapskiego i powierzeniu administracji nad nimi wojewodzie białostockiemu[28]
  - 18 lipca - pierwsze posiedzenie Powiatowej Rady Narodowej w Ełku
  - 7 sierpnia - konferencja w Ełku z udziałem przedstawicieli władz, urzędów i instytucji społecznych, na której doszło do oficjalnego przekazania powiatów pod zarząd wojewody białostockiego[28]
  - 15 sierpnia - początek stacjonowania w Ełku sztabu V Mazurskiej Brygady Saperów
  - 1 września - utworzenie Państwowego Gimnazjum Koedukacyjnego[30]
  - 28 września - pierwsze posiedzenie Miejskiej Rady Narodowej w Ełku

- 1946

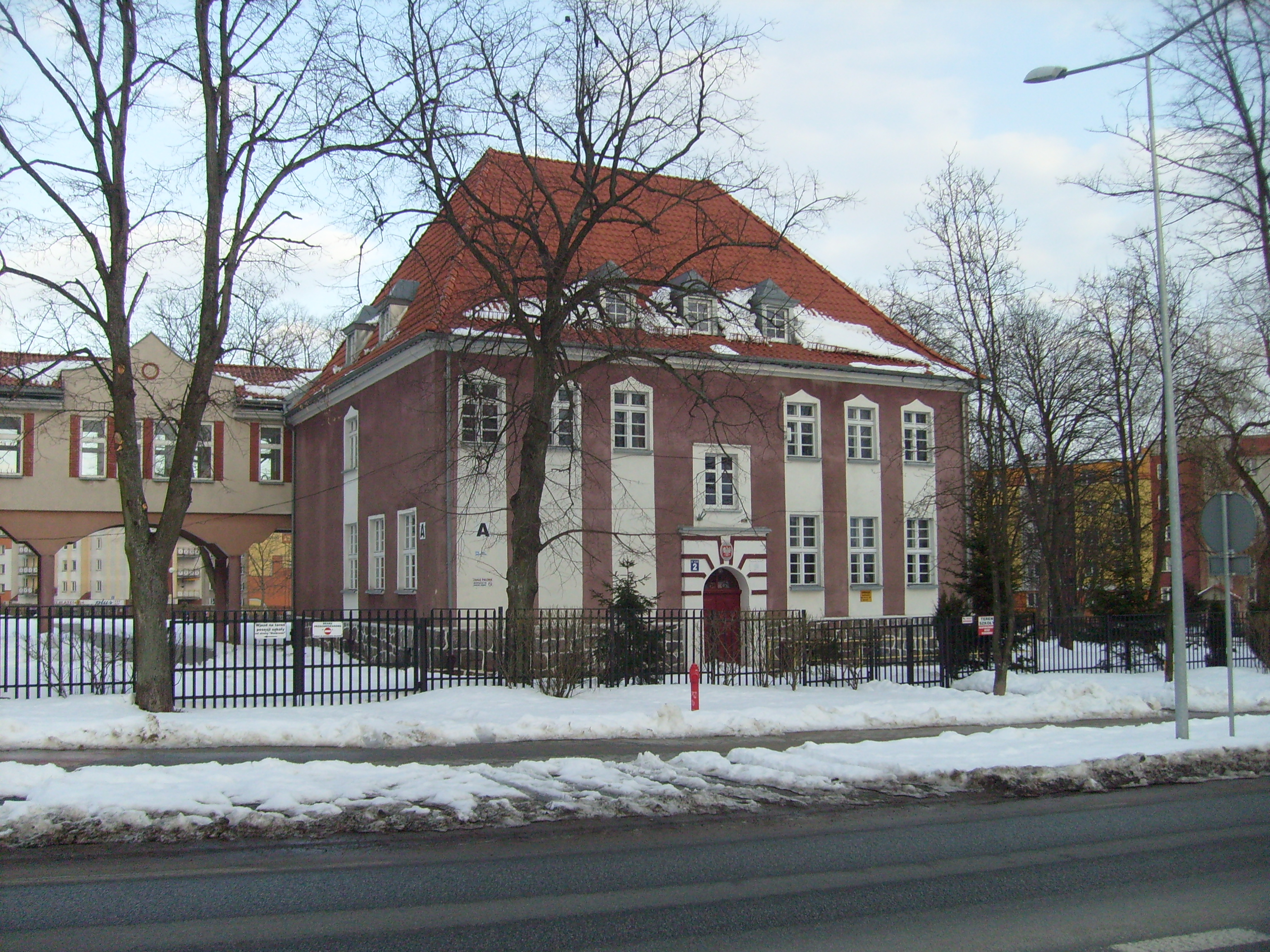
Siedziba powołanego w 1946 roku Gimnazjum Gospodarstwa Wiejskiego, obecnie Budynek A Zespołu Szkół nr 6

  - 1 maja - założenie najsłynniejszego ełckiego klubu sportowego – Kolejowego Klubu Sportowego Ełk[31]
  - 2-3 maja - podpisanie Aktu założenia Biblioteki Powiatowej[32]
  - założenie przy stacjonującym w Ełku 62. Pułku Piechoty Wojskowego Klubu Sportowego Mazur Ełk[33]
  - 1 września - zmiana nazwy Państwowego Gimnazjum Koedukacyjnego na Państwowe Gimnazjum i Liceum Ogólnokształcące[30]
  - 8 września - pierwsze derby Ełku w oficjalnych polskich rozgrywkach piłkarskich. Spotykały się nieistniejące już kluby WKS Mazur Ełk i WKS Artylerzysta Ełk, wynik nieznany
  - 15 września - powołanie trzyletniego Gimnazjum Gospodarstwa Wiejskiego (obecnie Zespół Szkół nr 6) przy ul. Kajki 2[34]
  - zima - powstanie Miejskiej Szkoły Muzycznej[35]
  - liczba mieszkańców Ełku pod koniec tego roku wzrosła do 6000, była to głównie ludność napływowa z Polski i terenów zabużańskich - tzw. „repatriantów”, w 1954 r. Ełk zbliżył się do stanu sprzed II wojny, mając 16 630 mieszkańców, 13 lat później było ich 25 136
- 1947
  - 19 stycznia - sfałszowane wybory do Sejmu, z okręgu wyborczego nr 20 z siedzibą w Ełku posłami zostali wybrani Bolesław Podedworny, Gustaw Paszkiewicz, Eugenia Krassowska, Adolf Dąb i Aleksandra Orłowska[36]
  - budowa drewnianego mostu na rzece Ełk (przedłużenie ul. Garnizonowej)
  - 7 lipca - utworzenie Państwowego Gimnazjum Krawieckiego (obecnie Zespół Szkół nr 3)[37]
  - sierpień - utworzenie Państwowego Gimnazjum Handlowego w Ełku (obecnie Zespół Szkół nr 5)[38]
  - porażka WKS Mazur Ełk w barażach o awans do I ligi piłkarskiej z drużynami Legii Warszawa, Piechura Siedlce i Sokoła Ostróda[39]
  - rozpoczęcie działalności przez polskojęzycznych Świadków Jehowy[21]
- 1948
  - 1 września - utworzenie Szkoły Ogólnokształcącej Stopnia Podstawowego i Licealnego w miejsce Państwowego Gimnazjum i Liceum Ogólnokształcącego[30]
  - 15 listopada - utworzenie Rejonowej Komendy Uzupełnień w Ełku (obecnie Wojskowa Komenda Uzupełnień w Ełku)[40]
- 1949
  - 2–4 grudnia - w wynajętej sali Powiatowej Komendy Służby Polsce w Ełku odbyło się zgromadzenie obwodowe Świadków Jehowy, na którym obecnyh było około 120 osób, głównie z powiatu ełckiego[21]
- 1950 – odsłonięcie pomnika W hołdzie poległym Polakom za wiarę i ojczyznę przed Kościołem Najświętszego Serca Pana Jezusa
- 1951 – zastąpienie gazowego oświetlenia ulic oświetleniem elektrycznym

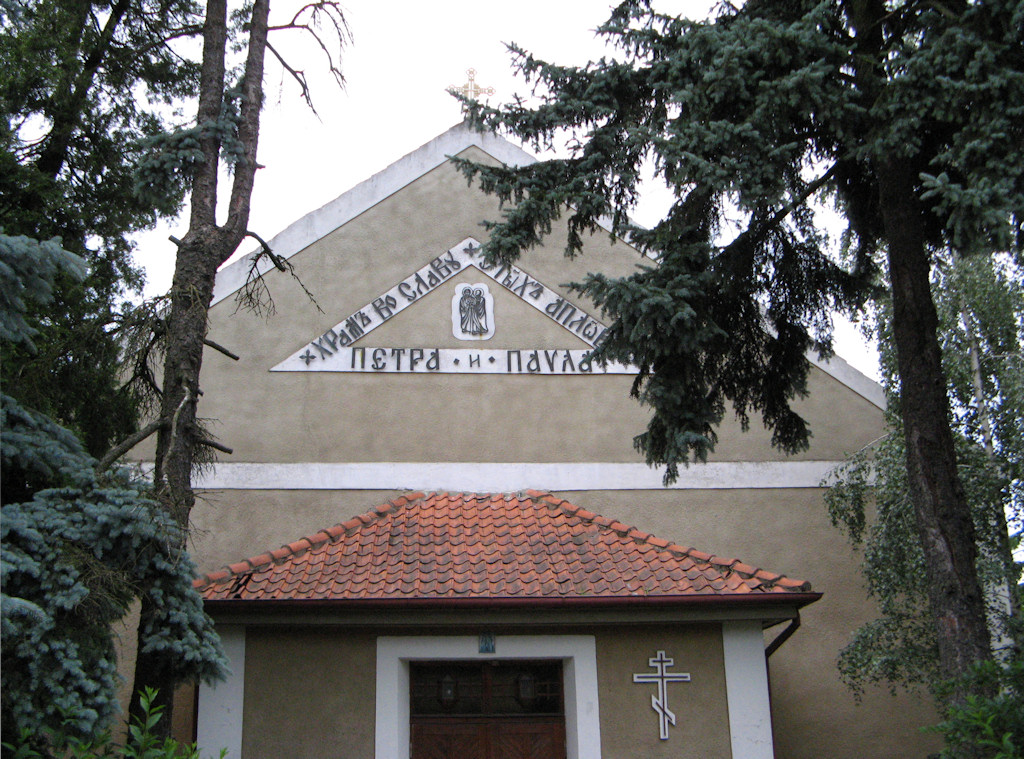
Cerkiew Świętych Apostołów Piotra i Pawła przed przebudową

- 1953 – rozwiązanie klubu KS Ełk (byłego WKS Mazur Ełk)
- 1954 – utworzenie Powiatowego Archiwum w Ełku podlegającego Wojewódzkiemu Archiwum Państwowemu w Białymstoku, terenem działania archiwum zostały powiaty: ełcki, gołdapski, grajewski i olecki[41]
- 1955
  - rozszerzenie granic miasta, przyłączenie Szyby
  - zmiana nazwy klubu KKS Ełk na Mazur Ełk, pod którą funkcjonuje do dziś
  - powstanie pierwszego nowego budynku po II wojnie światowej[42]
- 1957 – powołanie Parafii Świętych Apostołów Piotra i Pawła, jedynej w mieście prawosławnej parafii

- 1958

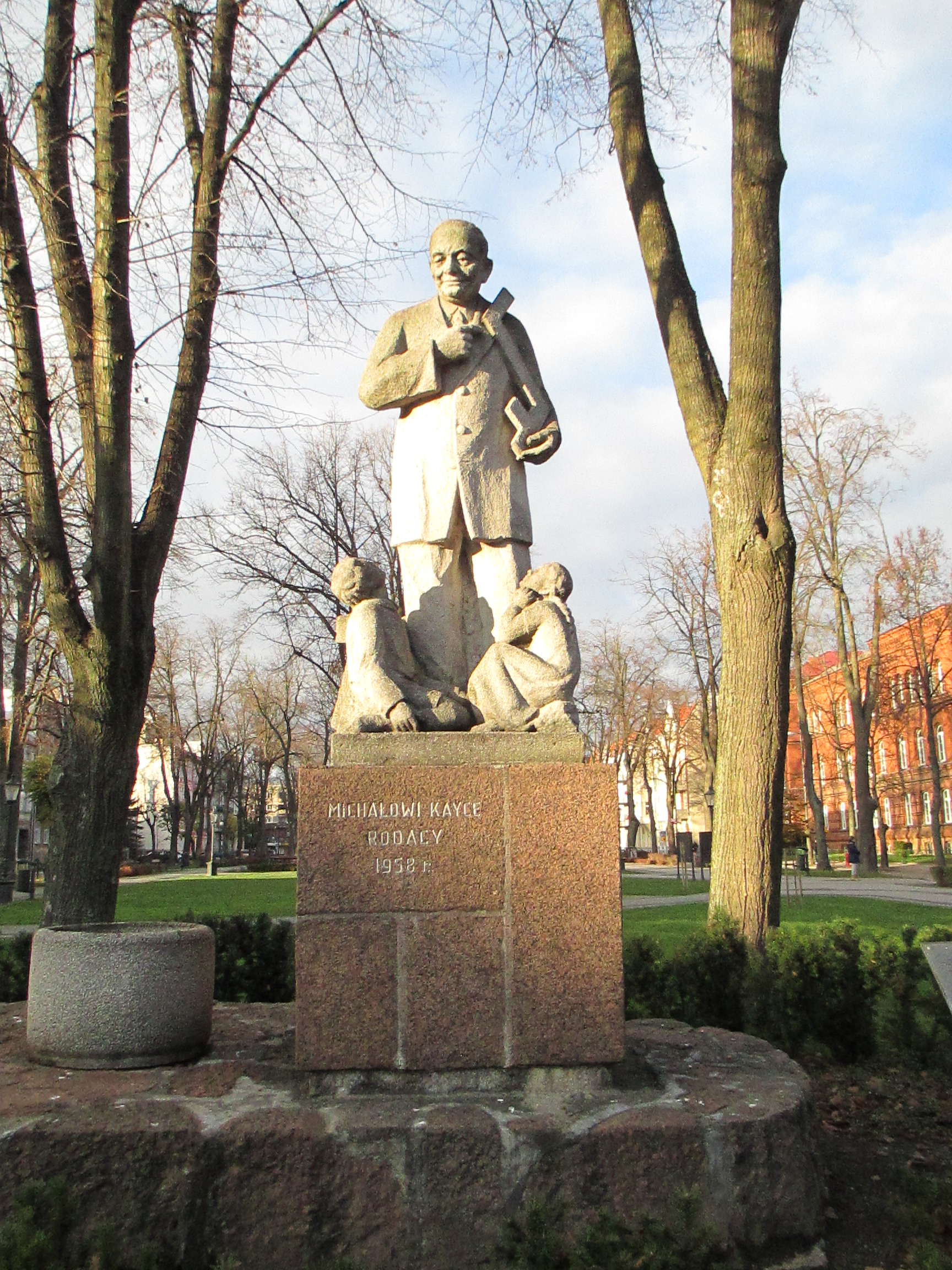
Pomnik Michała Kajki

  - maj - miasto odwiedził kardynał Stefan Wyszyński[3]
  - 13 sierpnia - pierwszy w powojennej historii miasta piłkarski mecz międzynarodowy. Spotkały się Mazur Ełk i HSV Nürnberg, wynik: 4:1
  - opuszczenie budynku obecnego I Liceum Ogólnokształcącego przez klasy podstawowe[30]
  - 28 września - w setną rocznicę urodzin odsłonięty został pomnik Michała Kajki – mazurskiego poety i obrońcy języka polskiego[43]
- 1959, 26 lutego - powstała Spółdzielnia Mieszkaniowa „Świt”[44]
- 1960 – uchwała Rady Miasta powrócono do pierwszego herbu - skaczącego jelenia zamiast Janusa
- 1961, jesień - porażka Mazura 0:8 na Stadionie Miejskim w 1/16 finału Pucharu Polski z najbardziej utytułowanym wówczas polskim klubem piłkarskim, ówczesnym mistrzem kraju Ruchem Chorzów[45]
- 1962 – powołanie drugiej najstarszej wciąż istniejącej parafii rzymskokatolickiej w Ełku – Parafii Najświętszego Serca Pana Jezusa
- 1965
  - 23 czerwca - nadanie Liceum Ogólnokształcącemu imienia Stefana Żeromskiego i obchody 20-lecia szkoły[30]
  - odsłonięcie obelisku z napisem W 20 rocznicę powrotu ziemi mazurskiej do Polski, w hołdzie walczącym i poległym o polskość tej ziemi, o jej wyzwolenie i utrwalenie władzy ludowej w parku w centrum miasta
- 1967, 22 kwietnia - obchody dwudziestolecia istnienia Zasadniczej Szkoły Odzieżowej Ministerstwa Przemysłu Drobnego i Rzemiosła w Ełku (obecnie Zespół Szkół nr 3) i nadanie szkole imienia Jana i Hieronima Małeckich[37]
- 1968
  - druga porażka Mazura Ełk w 1/16 finału Pucharu Polski na własnym boisku, tym razem ze spadkowiczem z piłkarskiej I ligi, Gwardią Warszawa, w karnych 4:6 (po dogrywce było 0:0)[46]
  - początek budowy tzw. Osiedla Kopernika, będącego częścią osiedla Centrum[44]

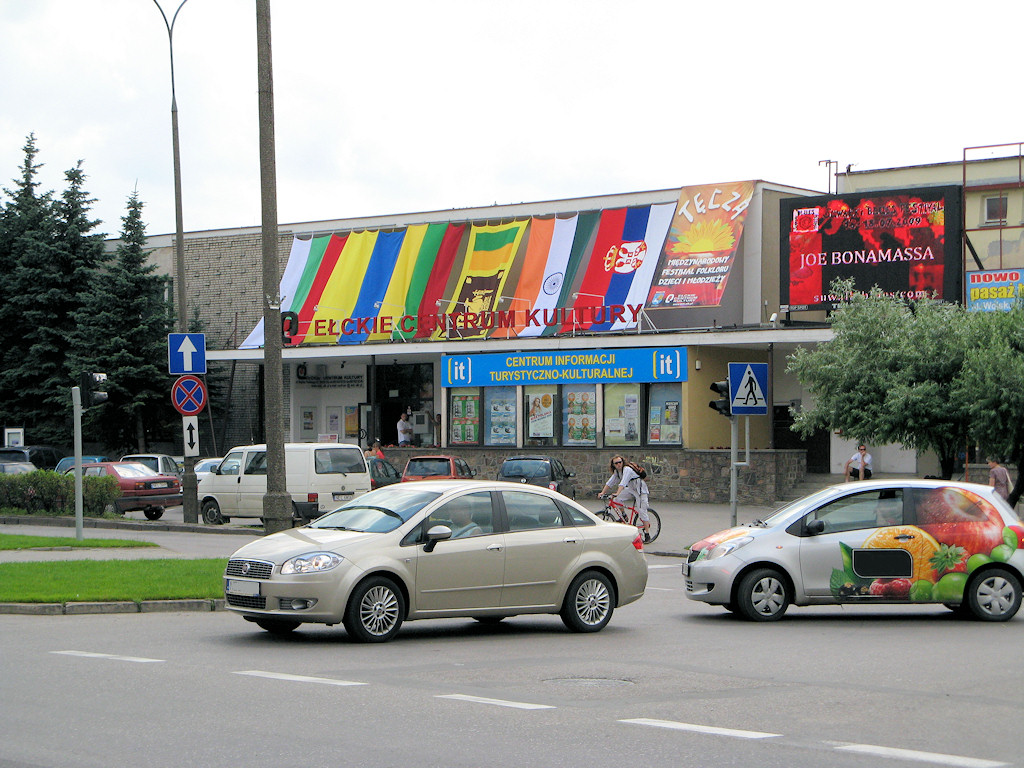
Ełckie Centrum Kultury

- 1969, 1 września - powołanie Zasadniczej Szkoły Budowlanej dla Pracujących[47]
- 1970 – zakończono budowę Miejskiego Domu Kultury (dzisiejszego Ełckiego Centrum Kultury)
- 1971 – sporządzenie aktu erekcyjnego pod budowę szkoły przy ul. Sikorskiego[38]
- 1972
  - 30 marca - oddano do użytku ostatniego bloku w ramach budowy tzw. Osiedla Kopernika[44]
  - przeniesienie zajęć Zespołu Szkół Zawodowych Centrali Rolniczej Spółdzielni „Samopomoc chłopska” (obecnie Zespół Szkół nr 5) do nowego budynku przy ul. Sikorskiego[38]
  - początek budowy osiedla Północ I[44]

Herb Ełku w latach 1967-1999

- 1972-1974 – przebudowa ul. Wojska Polskiego
- 1973, 20 lipca - uruchomienie komunikacji miejskiej[48]
- 1975
  - 1 czerwca - wejście w życie nowego podziału administracyjnego Polski, Ełk znajduje się w granicach województwa suwalskiego, likwidacja powiatu ełckiego
  - 16-25 lipca - odbyły się w Ełku 29. Mistrzostwa Polski Juniorów w Boksie
- 1976
  - w wyniku reformy administracyjnej Archiwum w Ełku zostało oddziałem Wojewódzkiego Archiwum w Suwałkach[41]
  - likwidacja więzienia w zamku ełckim

- 1977

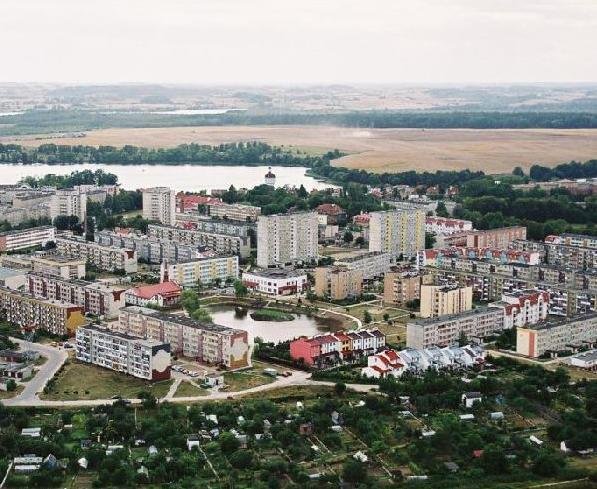
Osiedle Północ II

  - zmiana poniemieckich numeracji domów
  - 10 września - w Ełku zakończył się drugi etap 34. Tour de Pologne, mający start w Łomży
  - 11 września - w Ełku zaczął się trzeci etap 34. Tour de Pologne, mający metę w Kętrzynie
- 1978
  - 5 lutego – katastrofa kolejowa pod miastem, w wyniku której zginęło 5 osób, a 15 zostało rannych[49]
  - powstanie pierwszego bloku mieszkalnego na osiedlu Północ II, przy ulicy Warszawskiej 5[50]
  - początek budowy osiedla Kochanowskiego[44]
  - Ełk pod względem populacji zostaje wyprzedzony przez Łomżę i Suwałki, wszystkie trzy miasta mają po ok. 36 000 mieszkańców
- 1979, 1 września - zmiana nazwy Zasadniczej Szkoły Budowlanej na Zespół Szkół Budowlanych BZB w Ełku[47]

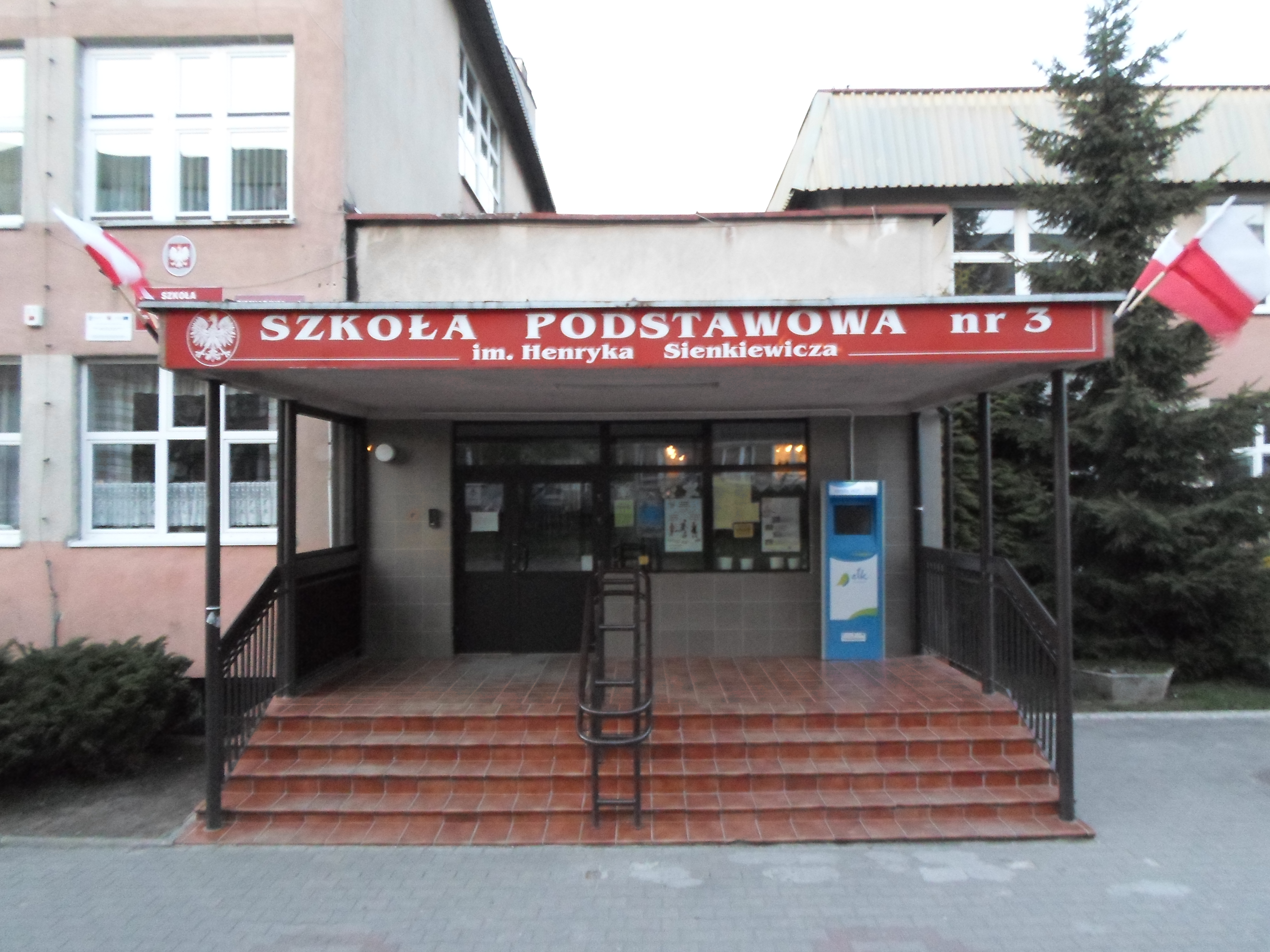
Szkoła Podstawowa nr 3 im. Henryka Sienkiewicza w Ełku wybudowana w latach 1982–1984

- 1981 – nadanie Zespołowi Szkół Zawodowych (obecnie Zespół Szkół nr 5) imienia Karola Brzostowskiego[38]
- 1982
  - 16 stycznia - powstała  Międzyzakładowa Spółdzielnia Mieszkaniowa[51]
  - początek budowy osiedla im. Antoniego Bogdanowicza[51]
- 1984, 29 maja - podpisanie aktu erekcyjnego pod budowę osiedla Konieczki[52]
- 1985 – budowa dwóch pierwszych bloków mieszkalnych przy ul. Bahrkego na Konieczkach[52]
- 1986
  - wiosna – Mazur Ełk przegrał walkę o awans do piłkarskiej drugiej ligi w ostatniej kolejce z Hutnikiem Warszawa
  - początek prac budowlanych na osiedlu Jeziorna[51]
  - odsłonięcie pomnika Walczącym o Polskość przy skrzyżowaniu ulic Wojska Polskiego i Zamkowej[53]
  - jesień - oddanie do użytku oczyszczalni mechaniczno-biologicznej[54]
- 1987
  - rozpoczęcie budowy nowego szpitala miejskiego na osiedlu Baranki
  - październik - oddanie do użytku Ośrodka Sportów Wodnych przy ul. Grunwaldzkiej[33]

- 1988

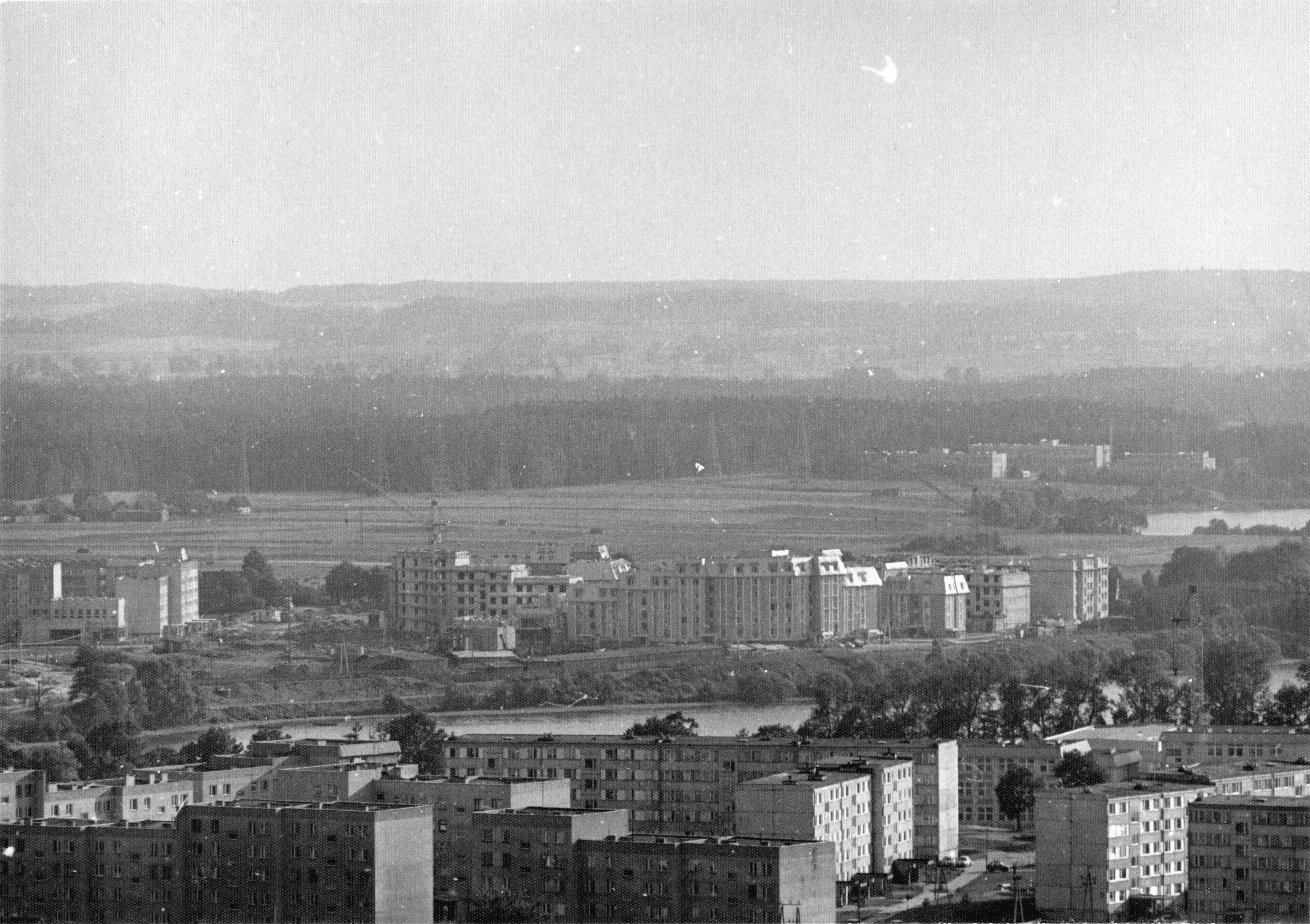
Budowa osiedla Jeziorna w 1989

  - oddanie do użytku budynku przy ul. Grodzieńskiej 10 na osiedlu Północ II, tzw. Okrąglaka, i powstanie Spółdzielczego Domu Kultury[44]
  - 1 września - powołanie Parafii pw. bł. Rafała Kalinowskiego w Ełku obejmującej swym zasięgiem osiedla Jeziorna i Baranki[55]
- 1989
  - 1 lipca - powołanie Parafii pw. Chrystusa Sługi obejmującej swym zasięgiem Konieczki[56]
  - przyjęcie Liceum Ogólnokształcącego w poczet Uczestników Klubu Przodujących Szkół[30]
  - miasto osiąga liczbę 50 000 mieszkańców

#### III Rzeczpospolita
- 1990

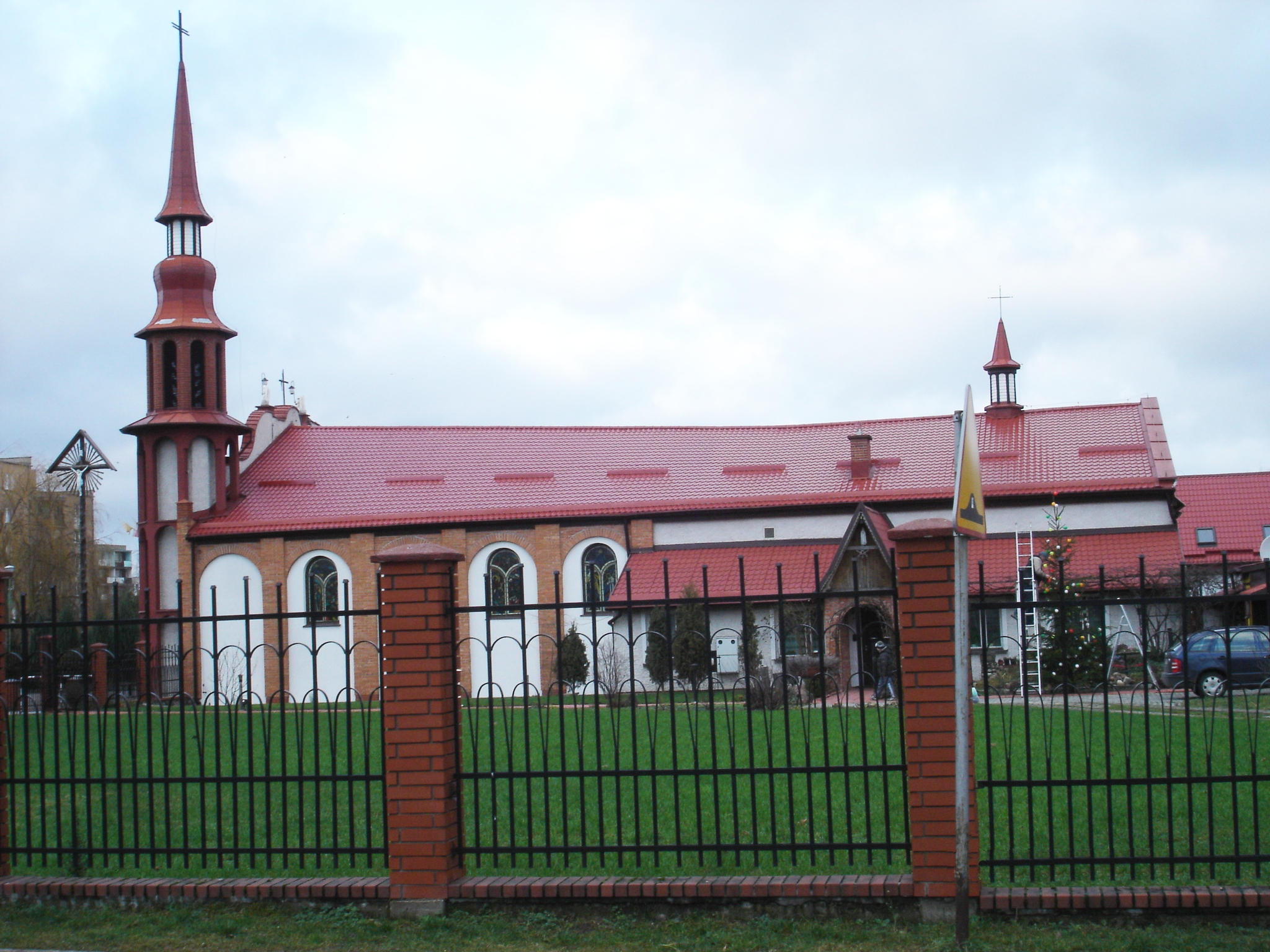
Kościół NMP Królowej Apostołów

  - 27 maja - pierwsze wybory samorządowe w Ełku w III RP, prezydentem miasta został Adam Puza
  - 26 czerwca - założenie zielonoświątkowego Zboru Ewangelicznych Chrześcijan w Duchu Apostolskim
  - 30 października - powstało II Liceum Ogólnokształcącego i zmiana nazwy Zespołu Szkół Budowlanych BZB w Ełku na Zespół Szkół nr 2 w Ełku[47]

- 1991

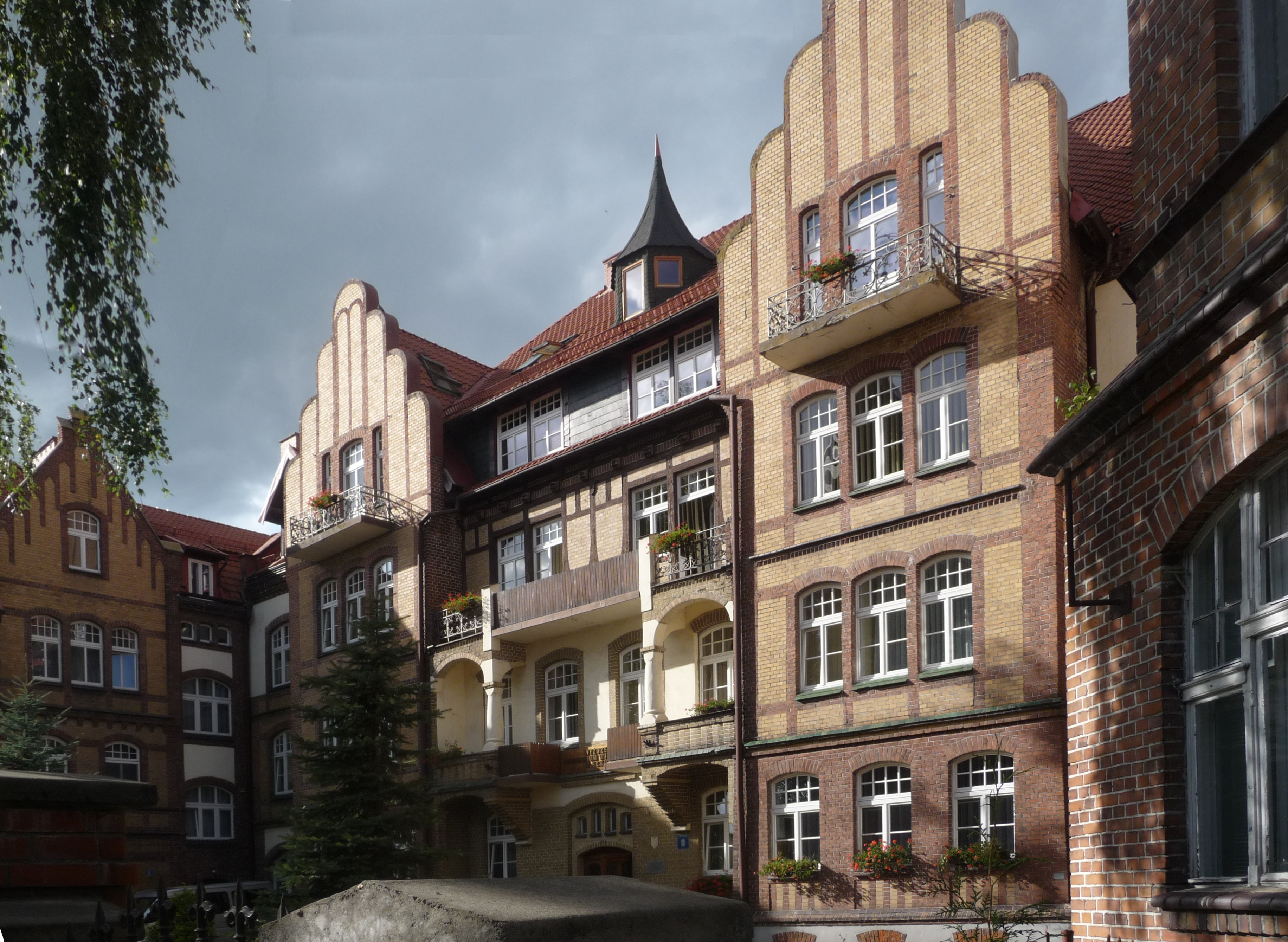
Gmach Wyższego Seminarium Duchownego

  - 1 lipca - wydzielenie z Parafii pw. Najświętszego Serca Jezusowego Parafii pw. św. Jana Apostoła i Ewangelisty obejmującej zasięgiem osiedle Północ I[57], Parafii pw. Najświętszej Maryi Panny Królowej Apostołów obejmującej Osiedle Północ II[58], Parafii pw. św. Tomasza Apostoła obejmującej ulicę 11 Listopada[59] i Parafii pw. bł. Karoliny Kózkówny obejmującej osiedle Grunwaldzkie[60]
  - październik - rejestracja Stowarzyszenia Mniejszości Niemieckiej „Mazury” w Ełku[61]
  - 26 grudnia - wyświęcenie Kościoła Najświętszej Maryi Panny Królowej Apostołów przez biskupa Józefa Wysockiego[58]

- 1992

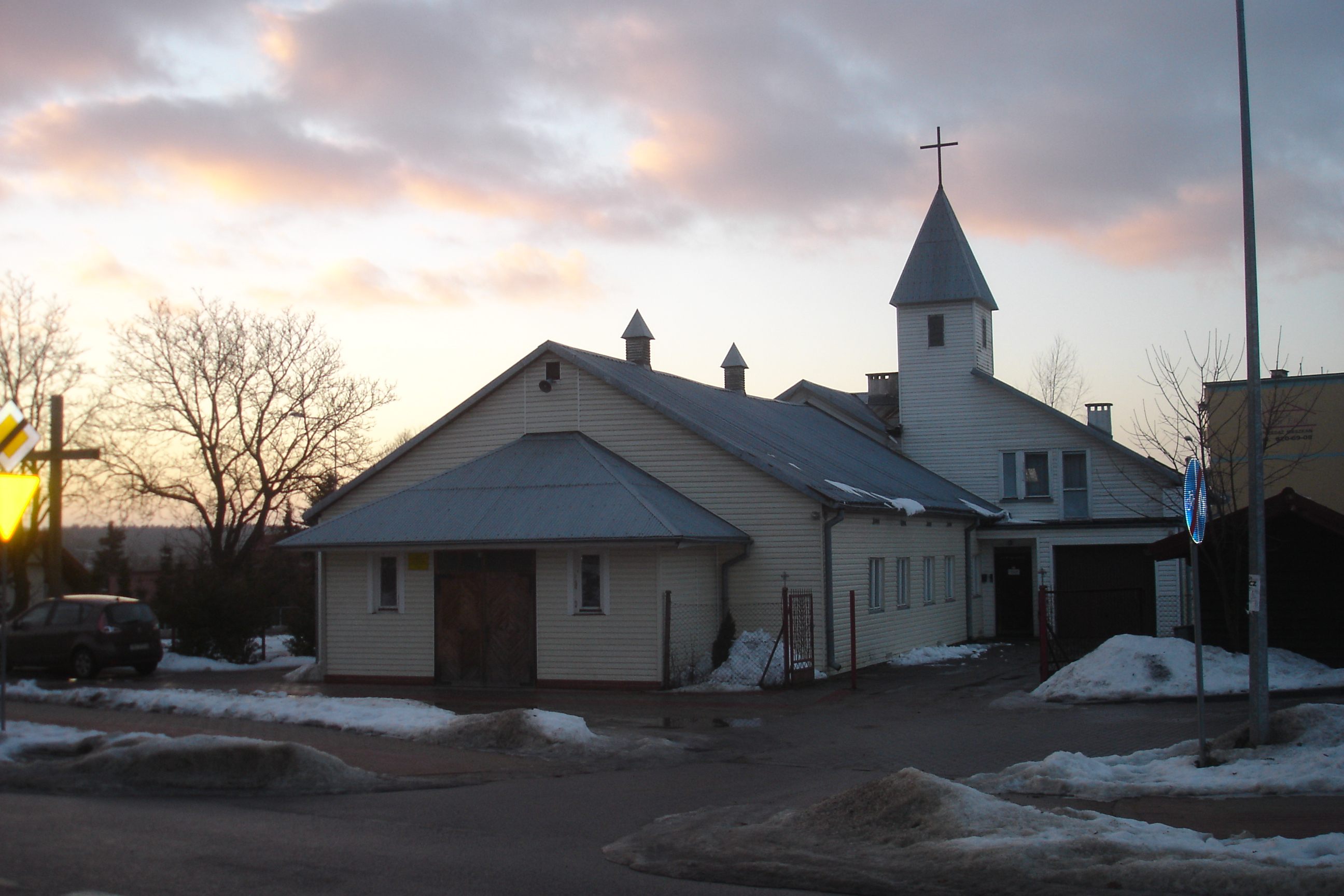
Kościół św. Tomasza Apostoła z 1992 roku

  - 25 marca - utworzenie diecezji ełckiej[62], biskupem został Wojciech Ziemba
  - 16 kwietnia - założenie Wyższego Seminarium Duchownego w Ełku
  - 29 czerwca - powołanie Parafii pw. Ducha Świętego obejmującej zasięgiem osiedla Bogdanowicza i Kochanowskiego[63] i Parafii pw. Opatrzności Bożej obejmującej Zatorze[64]
  - przystąpienie miasta z programem Ełk - miasto ekologiczne do realizacji strategii Zielonych Płuc Polski[65]
  - 1 września - zmiana nazwy Liceum Ogólnokształcącego im. Stefana Żeromskiego na I Liceum Ogólnokształcące im. Stefana Żeromskiego[30]
- 1993
  - 21 stycznia - powołanie Parafii wojskowej pw. św. Krzysztofa
  - przyznanie miastu Nagrody Forda za ełcki program ekologiczny[65]
  - początek generalnego remontu Katedry św. Wojciecha w celu dostosowania do funkcji kościoła katedralnego[15][10]
- 1994
  - 13 maja - ustanowienie katedry św. Wojciecha Sanktuarium Diecezjalnym Matki Bożej Fatimskiej decyzją biskupa Wojciecha Ziemby[10]
  - 3 października - nadanie Zespołowi Szkół nr 2 imienia Krzysztofa Kamila Baczyńskiego[47]
  - Zdzisław Fadrowski został prezydentem Ełku
  - zakup wieży ciśnień przez Stowarzyszenie Mniejszości Niemieckiej „Mazury” w Ełku[61]
- 1995
  - powstanie Cmentarza Komunalnego nr 2 przy ul. Towarowej z powodu malejącej liczby miejsc na starym cmentarzu
  - lipiec - włączenie Okręgowej Spółdzielni Mleczarskiej w Ełku do struktur grajewskiego MLEKPOL-u
  - pierwszy Kabareton Mulatka w Ełckim Centrum Kultury[66]

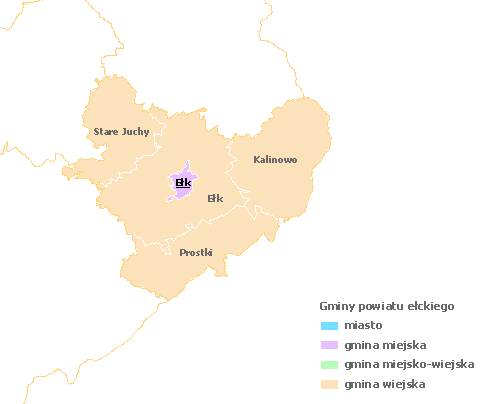
Powiat ełcki od 1999 roku

- 1996, 8 czerwca - nadanie Zespołowi Szkół Rolniczych imienia Macieja Rataja[34]
- 1997, 30 września - zmiana nazwy Zespołu Szkół Odzieżowych w Ełku na Zespół Szkół nr 3 w Ełku[37]
- 1998
  - lato - przeniesienie klubu piłkarskiego Płomień Woszczele do Ełku i zmiana nazwy na KS Płomień Ełk[67]
  - 27 września - wmurowanie kamienia węgielnego pod budowę Kościoła św. Rafała Kalinowskiego[55]
  - reelekcja Zdzisława Fadrowskiego
  - jesień - pierwsze piłkarskie derby pomiędzy Mazurem a Płomieniem zakończone zwycięstwem Mazura 2:1

- 1999

Herb Ełku od 1999 roku

  - 1 stycznia - reforma administracyjna Polski: utworzenie powiatu ełckiego w granicach nowego województwa warmińsko-mazurskiego
  - styczeń - wydzielenie z Mazura Ełk sekcji bokserskiej i początek jej funkcjonowania jako odrębnego podmiotu pod nazwą Miejski Klub Bokserski Mazur Ełk[33]
  - 8 czerwca - wizyta papieża Jana Pawła II, na mszy w Ełku był obecny m.in. prezydent Litwy Valdas Adamkus[3][68]
  - 31 sierpnia - zawieszenie ruchu kolejowego na odcinku Ełk-Olecko
  - zmiana herbu Ełku
  - podpisanie umowy partnerskiej z niemieckim miastem Nettetal[69][70]
  - zakończenie remontu Katedry św. Wojciecha[15][10]

- 2000

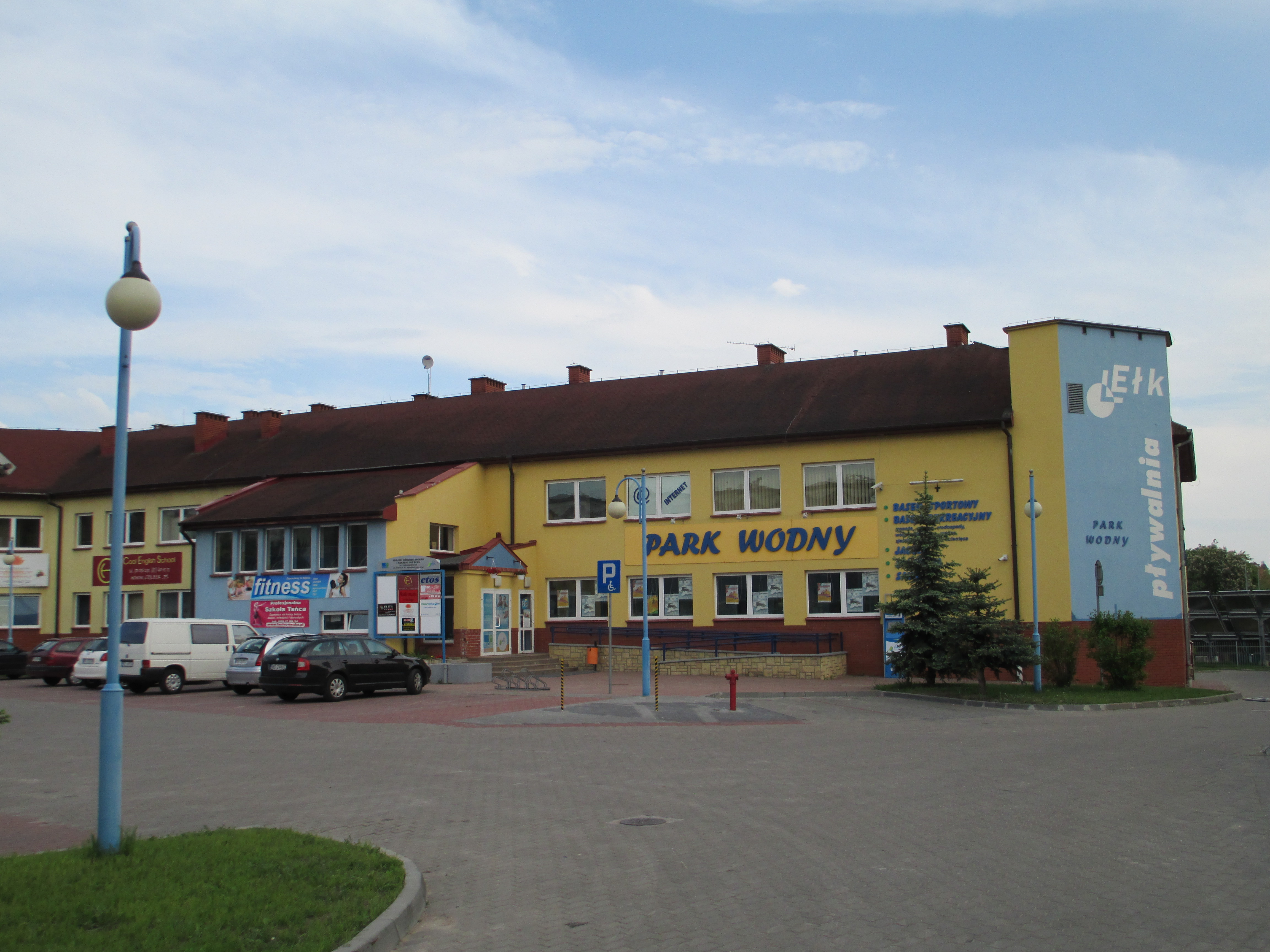
Pływalnia w Ełku, stan na 2013 rok

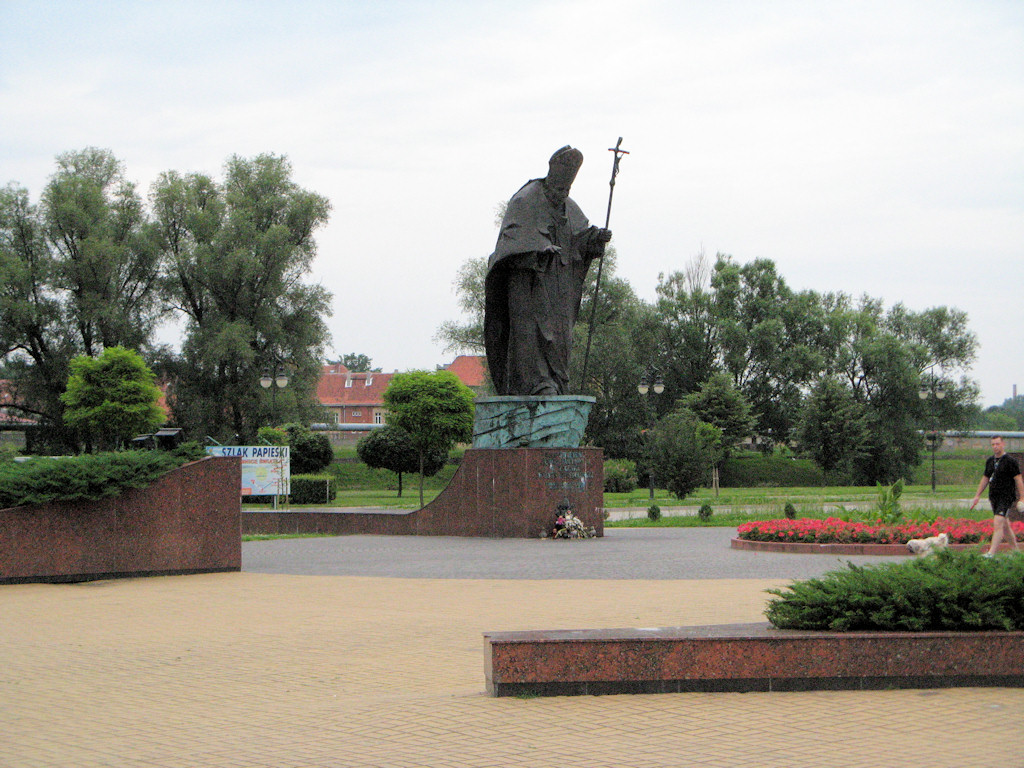
Plac Jana Pawła II

  - 12 stycznia - oddanie do użytku krytego basenu
  - 3 kwietnia - zawieszenie ruchu kolejowego na odcinku Ełk-Pisz
  - 8 czerwca - odsłonięcie pomnika Jana Pawła II według projektu prof. Czesława Dźwigaja
  - 4 października - nadanie parkowi między ulicami Małeckich a 3 Maja nazwy Park Solidarności
  - 15 grudnia - opuszczenie koszar wojskowych przez ostatnie oddziały Wojska Polskiego[4]
  - 16 grudnia – ingres nowego biskupa ełckiego Edwarda Samsela do katedry ełckiej
- 2001
  - otworzenie Centrum Studiów Bałtyckich w Ełku, pierwszego zamiejscowego punktu kształcenia Uniwersytetu Warmińsko-Mazurskiego
  - powstanie Centrum Edukacji Ekologicznej[71]
  - 11 czerwca ustanowiono rekord Guinnessa w polskiej edycji, kategoria "Żywy pociąg", w ustanowieniu rekordu brało udział 2837 osób[72][73]
  - renowacja obelisku przy ul. Mickiewicza oraz zmiana napisu z W 20 rocznicę powrotu ziemi mazurskiej do Polski, w hołdzie walczącym i poległym o polskość tej ziemi, o jej wyzwolenie i utrwalenie władzy ludowej na Poległym za wolną i niezawisłą Polskę
  - 24 grudnia - poświęcenie Kościoła Chrystusa Sługi na Konieczkach[56]

- 2002

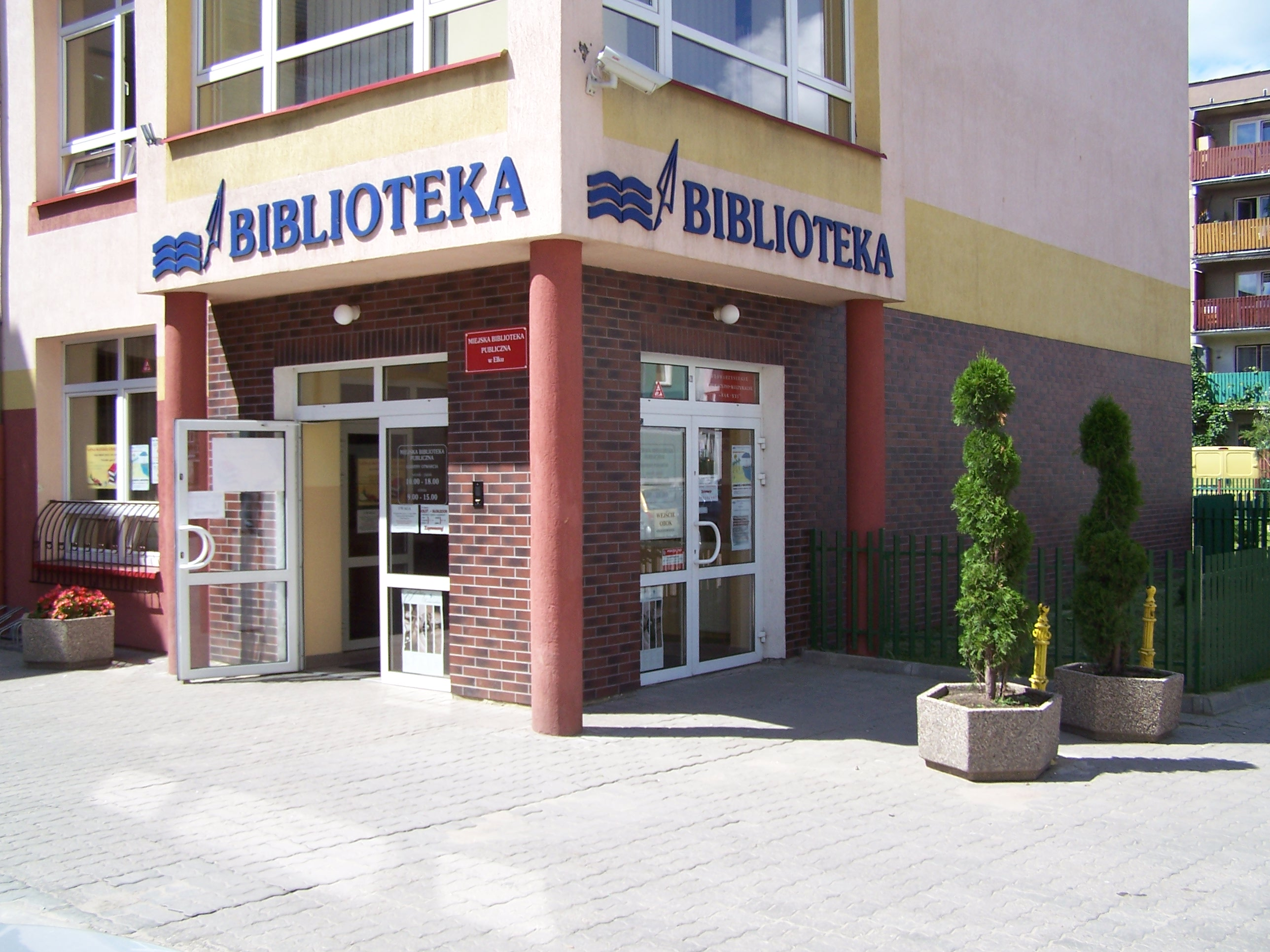
Miejska Biblioteka Publiczna w Ełku od 2003 roku

  - 1 stycznia - powierzenie przejętej przez Urząd Miasta Ełckiej Kolei Dojazdowej do prowadzenia Miejskiemu Ośrodkowi Sportu i Rekreacji w Ełku i nadanie nazwy Ełcka Kolej Wąskotorowa[16]
  - otwarcie nowego szpitala miejskiego na Barankach
  - zwycięstwo Janusza Nowakowskiego w drugiej turze wyborów prezydenckich[74]
- 2003
  - 17 kwietnia – Jerzy Mazur został mianowany przez papieża Jana Pawła II biskupem diecezji ełckiej
  - przeniesienie Miejskiej Biblioteki Publicznej do budynku przy ulicy Armii Krajowej 17B[75]
- 2004
  - 31 marca - mecz piłkarskich reprezentacji U-19 Polska-Litwa na stadionie miejskim, zakończony remisem 1:1
  - 1 maja - Polska została członkiem Unii Europejskiej
- 2005
  - 20 stycznia - powołanie katolickiej parafii św. Faustyny Kowalskiej
  - luty - wznowienie ruchu kolejowego na odcinku Ełk-Olecko
  - 21 sierpnia - na ełckiej plaży miejskiej odbył się największy w historii miasta koncert - Hity na czasie, z udziałem przeszło 40 tys. osób, a transmisję na żywo w TVP2 oglądało ok. 4 mln widzów[76][77]
  - 10-11 września - obchody stulecia istnienia Kościoła Chrześcijan Baptystów w Ełku[18], pomimo wątpliwości odnośnie do daty powstania obiektu (1905 lub 1908)
  - 25 października - ustanowienie Kościoła Chrystusa Sługi Diecezjalnym Sanktuarium Miłosierdzia Bożego[56]
- 2006
  - 12 maja - początek budowy nowego Kościoła bł. Karoliny Kózkówny[60]
  - otwarto Zamiejscowy Ośrodek Dydaktyczny Wyższej Szkoły Gospodarki w Bydgoszczy
  - 26 listopada - zwycięstwo Tomasza Andrukiewicza w drugiej turze wyborów prezydenckich[78]

- 2007

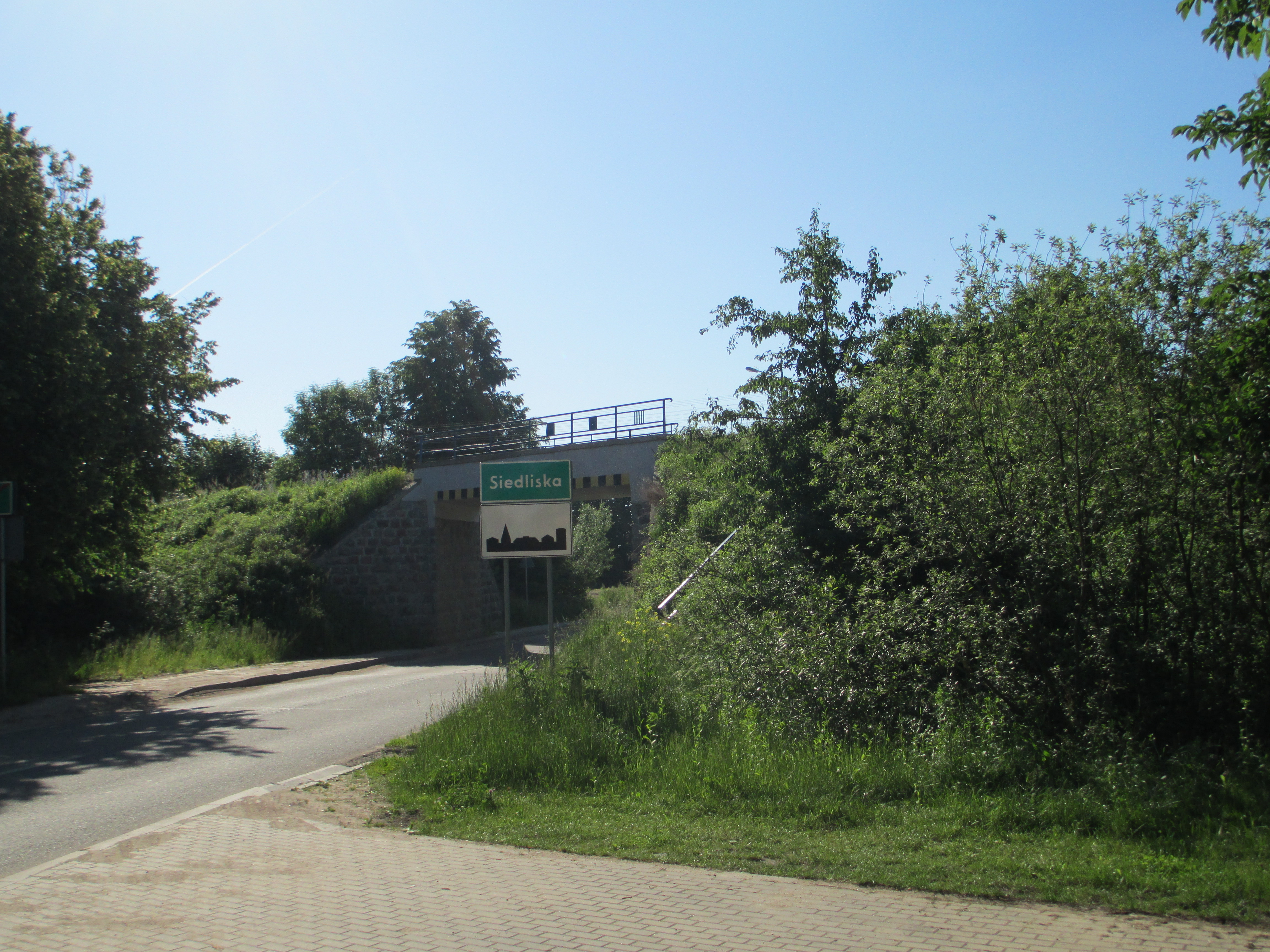
Wiadukt na granicy Ełku i Siedlisk

  - plany poszerzenia granic miasta o część terenów gminy Ełk, w tym o wsie Konieczki, Siedliska[79] oraz początek konfliktu władz miasta z władzami gminy Ełk
  - 15 września - oddanie do użytku Hali Sportowo-Widowiskowej[80]
  - październik - konsultacje społeczne w sprawie poszerzenia granic miasta[81]
  - 28 października - pobłogosławienie Kościoła Opatrzności Bożej na Zatorzu przez biskupa ełckiego Jerzego Mazura[64]
  - grudzień - oddanie do użytku zmodernizowanej kamienicy przy ul. Armii Krajowej 21, będącej odtąd siedzibą Szkoły Artystycznej[23]
- 2008
  - początek budowy Miejskiej Strefy Rozwoju Techno-Parku w Ełku
  - pierwsze Mazurskie Międzynarodowe Zawody Balonowe, największe zawody balonowe w Europie Środkowo-Wschodniej
  - 21 lipca - początek strajku głodowego w Urzędzie Gminy Ełk przeciw planom poszerzenia granic miasta[82]
  - 28 lipca - negatywne zaopiniowanie wniosku o poszerzenie granic administracyjnych miasta Ełk przez MSWiA[83] i upadek projektu
  - 16 września - przez ulice 11 listopada, Wojska Polskiego, Mickiewicza, Dąbrowskiego, Armii Krajowej, Kilińskiego oraz Grajewską przebiegła trasa trzeciego etapu 65. Tour de Pologne[84], wydarzenie zgromadziło 10 tysięcy kibiców

- 2009

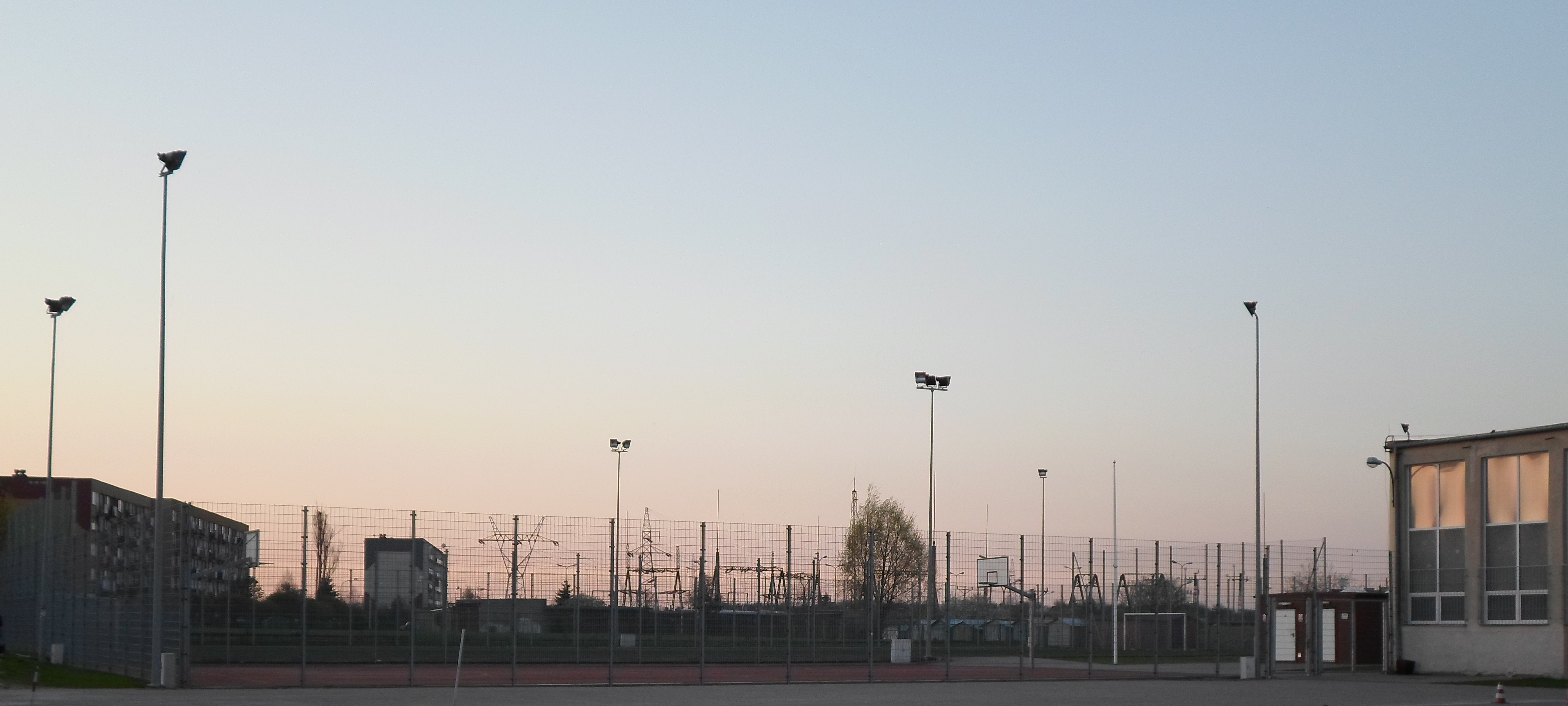
Kompleks boisk Orlik 2012 przy Zespole Szkół nr 2

  - luty - podpisanie umowy partnerskiej z włoskim miastem Galatone[85]
  - liczba stałych mieszkańców Ełku wynosi 57251, 1770 osób zameldowanych jest w mieście czasowo
  - maj - zamknięcie lokomotywowni
  - 25 maja - wizyta Prezydenta RP Lecha Kaczyńskiego w Ełku[86][87]
  - 1 czerwca - otwarcie pierwszego w Ełku kompleksu boisk Orlik 2012 przy Zespole Szkół nr 2 na osiedlu Północ II z udziałem ministra sportu Mirosława Drzewieckiego[88][89]
  - podpisanie umowy partnerskiej z norweskim miastem Lørenskog[90]
  - 27/28 listopada - Gala Boksu Zawodowego w hali sportowo-widowiskowej w Ełku z udziałem Rafała Jackiewicza i Krzysztofa Włodarczyka, transmitowana na żywo przez Polsat Sport i Polsat[91][92]

- 2010

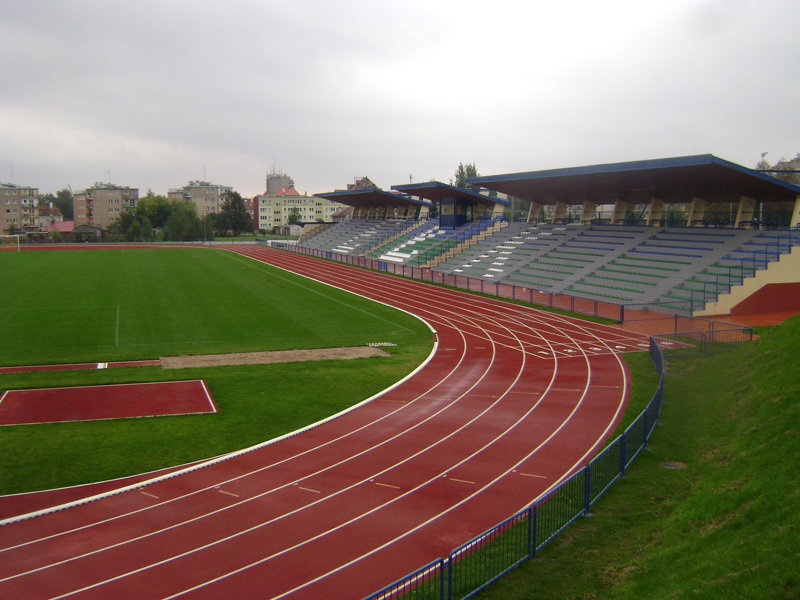
Stadion Miejski po modernizacji

  - 28 marca - w ełckiej hali MOSiR odbyło się zgromadzenie specjalne Świadków Jehowy pod hasłem: „Pozostały czas jest skrócony”[93]
  - 8 czerwca - sprzedaż kompleksu zamkowego prywatnemu przedsiębiorcy za 1,75 mln zł[94]
  - 1 lipca - wznowienie ruchu kolejowego na odcinku Ełk-Pisz
  - 13 września - uroczyste otwarcie inwestycji „Budowa, rozbudowa i modernizacja bazy szkolnictwa zawodowego gastronomiczno-hotelarskiego z dostosowaniem do standardów unijnych w Zespole Szkół nr 6 im. Macieja Rataja w Ełku”[34]
  - 16 października - uroczyste otwarcie Sali Królestwa Świadków Jehowy przy ul. Władysława Szafera 1[95][96]
  - 19 października - nadanie Szkole Podstawowej w Chełchach koło Ełku imienia Lecha Kaczyńskiego[97]; jest to pierwsza placówka oświatowa w Polsce nosząca imię prezydenta, który zginął w katastrofie polskiego Tu-154 w Smoleńsku[98]
  - 21 listopada - reelekcja Tomasza Andrukiewicza na prezydenta Ełku[99]

- 2011

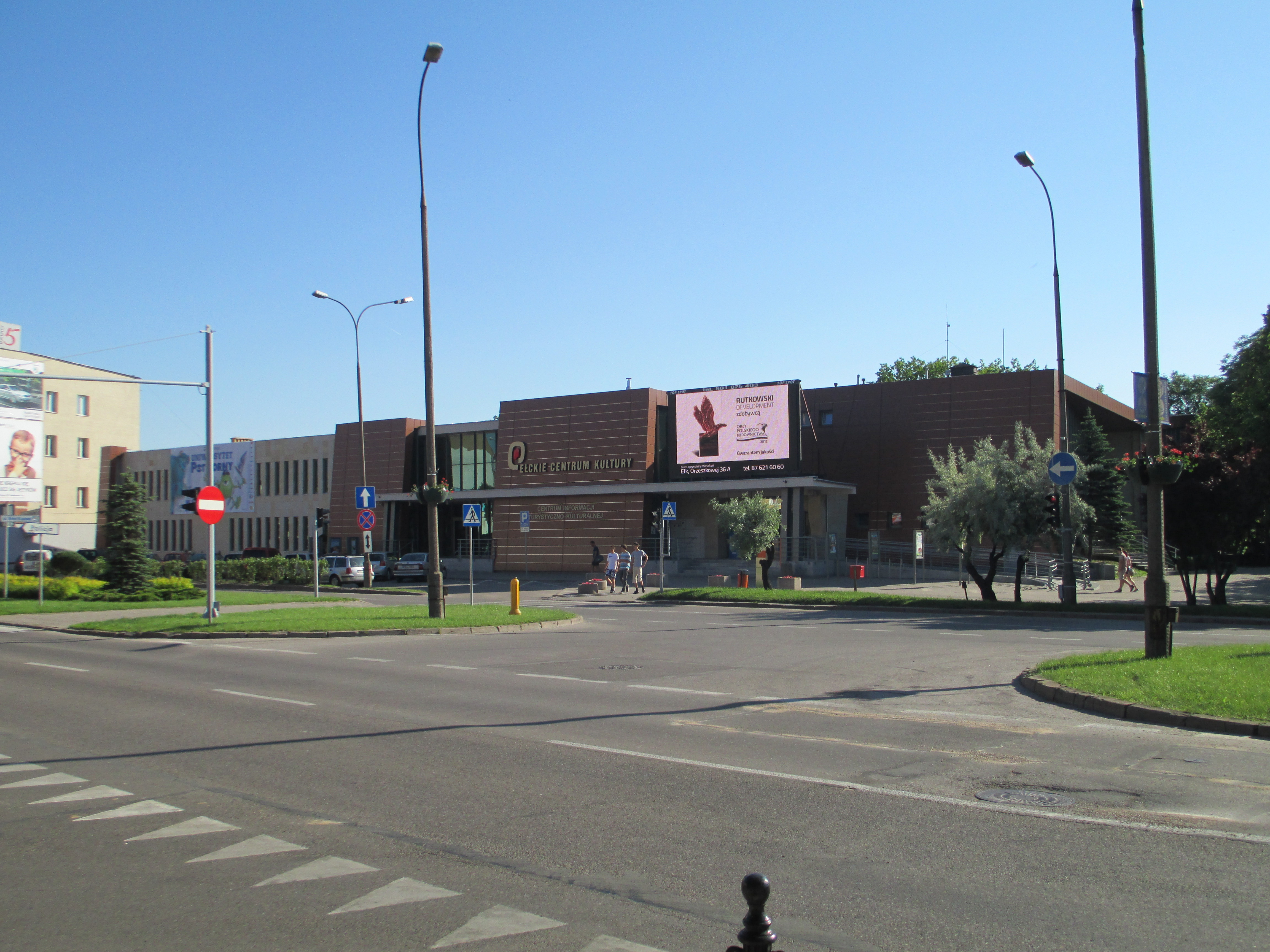
Ełckie Centrum Kultury po modernizacji zakończonej w 2012 roku

  - 31 marca - miasto liczyło 59 044 mieszkańców[100] i jest 76. miastem Polski pod względem populacji, za Będzinem a przed Zgierzem
  - kwiecień - początek budowy amfiteatru za Ełckim Centrum Kultury[101]
  - przyłączenie osiedla Grunwaldzkiego do miejskiej sieci wodociągowej[102].
  - 31 lipca - zamknięcie po kilkudziesięciu latach działalności ostatniego kina w Ełku - Polonii[103][104]
  - 25 września - wizyta premiera RP Donalda Tuska na budowie północnej obwodnicy Ełku[105]
  - 12 października - otwarcie sklepu Castorama[106]
  - 18 października - wręczenie Siegfriedowi Lenzowi tytułu honorowego obywatela Ełku[107]
  - 21 października - otwarcie nowego kina w Ełckim Centrum Kultury[108][109]
  - 27 grudnia - uruchomienie sezonowego lodowiska przy stadionie miejskim
  - 9 grudnia - decyzja Ministra Nauki i Szkolnictwa Wyższego o rozpoczęciu działalności Mazurskiej Szkoły Wyższej

- 2012

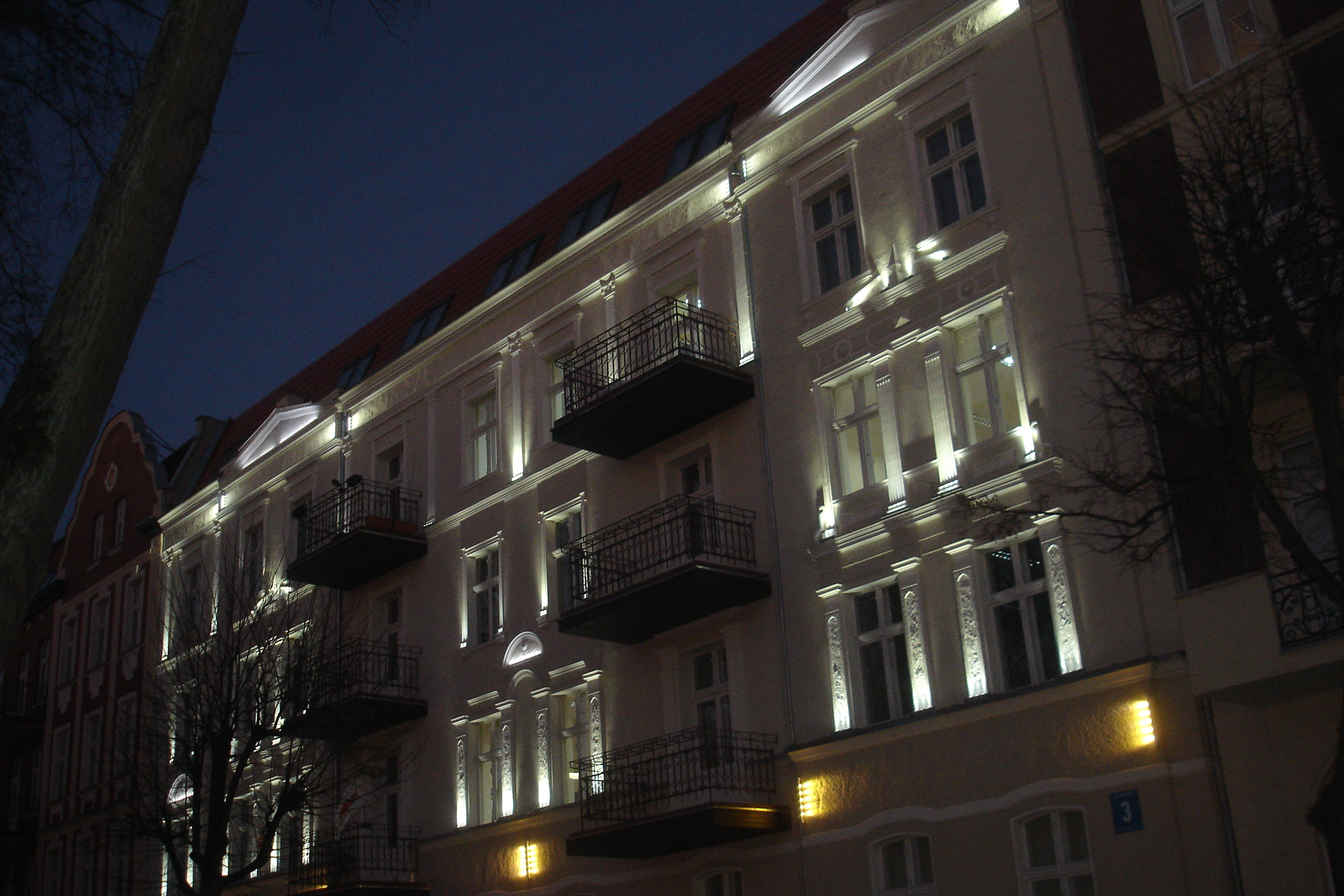
Kamienica przy ul. Małeckich 3 po modernizacji w latach 2011–2012, dawna siedziba Muzeum Historycznego

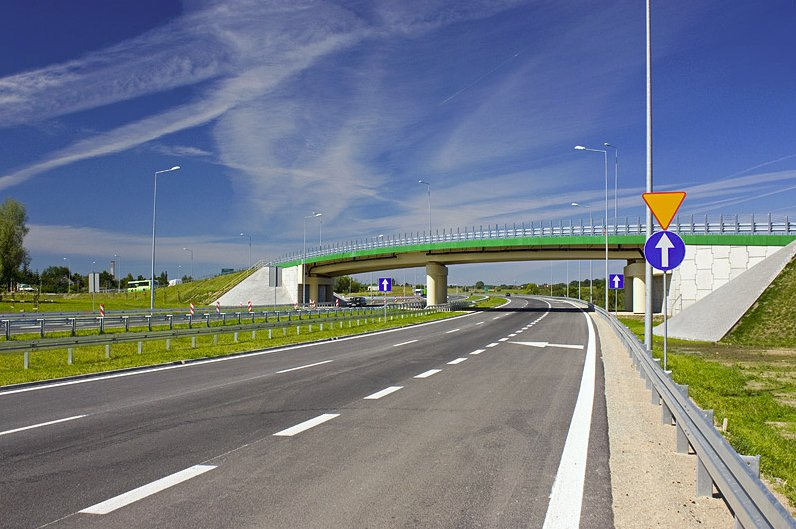
Obwodnica Ełku, fragment północno-wschodni

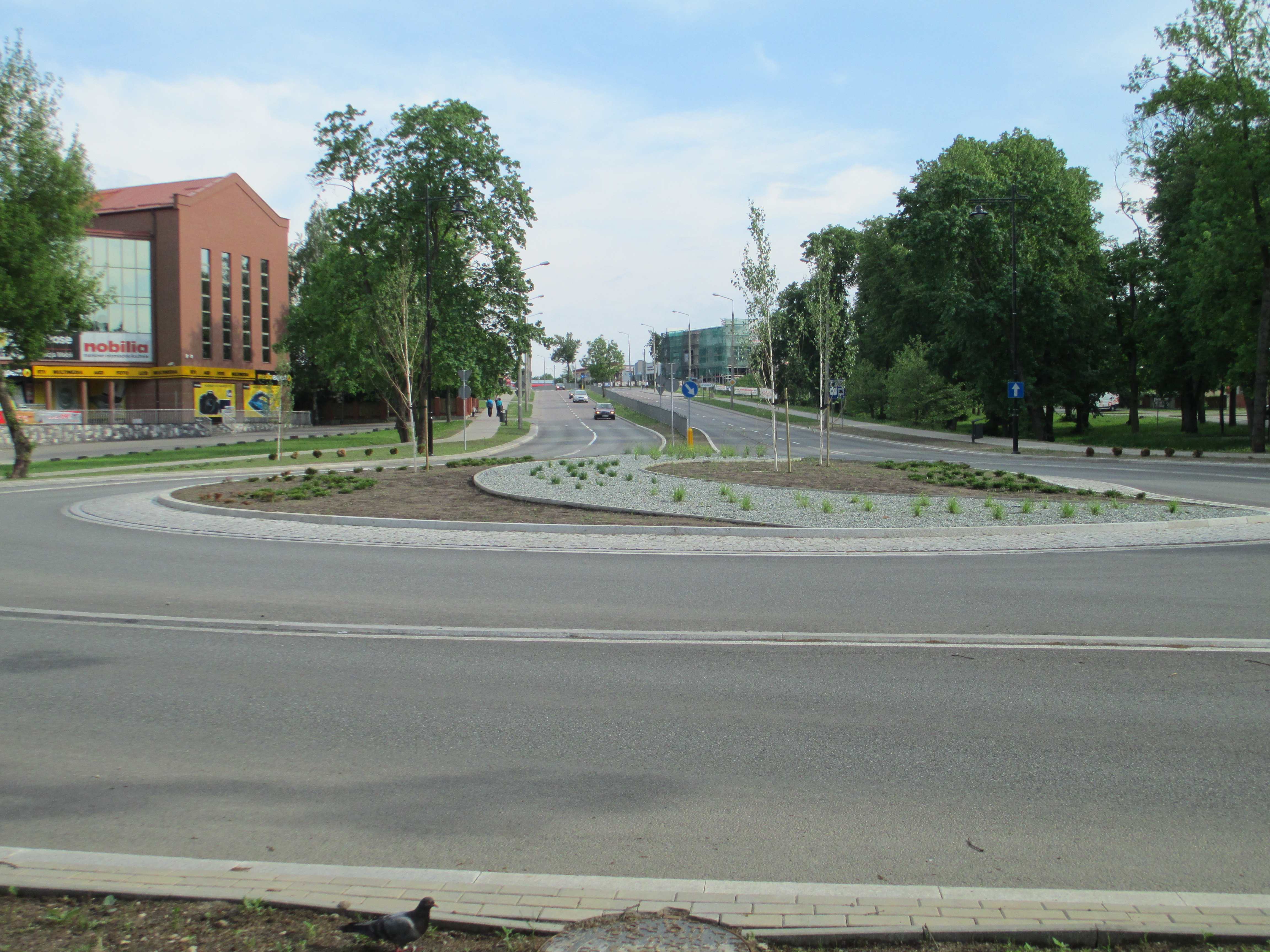
Rondo Saperów, powstałe w 2012 roku

  - 25 stycznia - protest ok. 200 osób pod Urzędem Miasta przeciwko umowie międzynarodowej ACTA
  - luty - zakończenie modernizacji Ełckiego Centrum Kultury[110]
  - 27 kwietnia - oficjalne otwarcie części rekreacyjnej stadionu miejskiego
  - maj - podpisanie umowy partnerskiej z rosyjskim miastem Oziorsk (pol. Darkiejmy)[111]
  - 11 maja - otwarcie Zakładu Unieszkodliwiania Odpadów w podełckich Siedliskach[112]
  - 31 maja - oficjalne otwarcie nowego stadionu lekkoatletycznego przy Zespole Szkół nr 1 z udziałem minister sportu Joanny Muchy[113]
  - 8 czerwca
    - otworzenie na czas trwania Euro 2012 ełckiej strefy kibica przy plaży miejskiej[114][115]
    - zmiana wezwania parafii św. Faustyny Kowalskiej na bł. Jana Pawła II, mocą decyzji biskupa ełckiego Jerzego Mazura

  - wykopaliska archeologiczne przy ełckim zamku krzyżackim[116][117]
  - 23 lipca - otwarcie ostatniego, północnego, odcinka obwodnicy miasta Ełku[118]
  - 28 sierpnia - powstanie Muzeum Historycznego w Ełku[119]
  - 22 września - otwarcie amfiteatru za Ełckim Centrum Kultury[120]
  - początek budowy pierwszych bloków mieszkalnych na Szybie[121]
  - 2 października - otwarcie skateparku przy ulicy Parkowej[122]
  - 18 października - uroczyste otwarcie Parku Naukowo-Technologicznego[123]
  - 9 grudnia - wznowienie bezpośrednich połączeń kolejowych z Wrocławiem przez Poznań[124]
  - grudzień - likwidacja Skweru Zesłańca Sybiru przy ul. Armii Krajowej, budząca niezadowolenie mieszkańców miasta

- 2013

Herb powiatu ełckiego

  - 1 stycznia - likwidacja połączenia kolejowego z Oleckiem[125]
  - 23 lutego - wizyta wicepremiera i ministra gospodarki Janusza Piechocińskiego[126]
  - 26-27 lutego - protest przeciw planom likwidacji Zespołu Szkół Mechaniczno-Elektrycznych w Ełku i włączenia do Centrum Kształcenia Ustawicznego i Zawodowego[127][128], którym towarzyszyły kontrowersje w związku z atrakcyjnym położeniem budynku szkoły
  - 28 marca - ustanowienie herbu i flagi Powiatu ełckiego[129]
  - 18 maja - pierwsza w historii Ełku Noc Muzeów[8]
  - 23 maja - nadanie Szkole Podstawowej nr 5 im. Marii Konopnickiej[130]
  - 4 grudnia - otwarcie parku handlowego Tu i Teraz w odnowionym budynku dawnego szpitala miejskiego[131]

- 2014

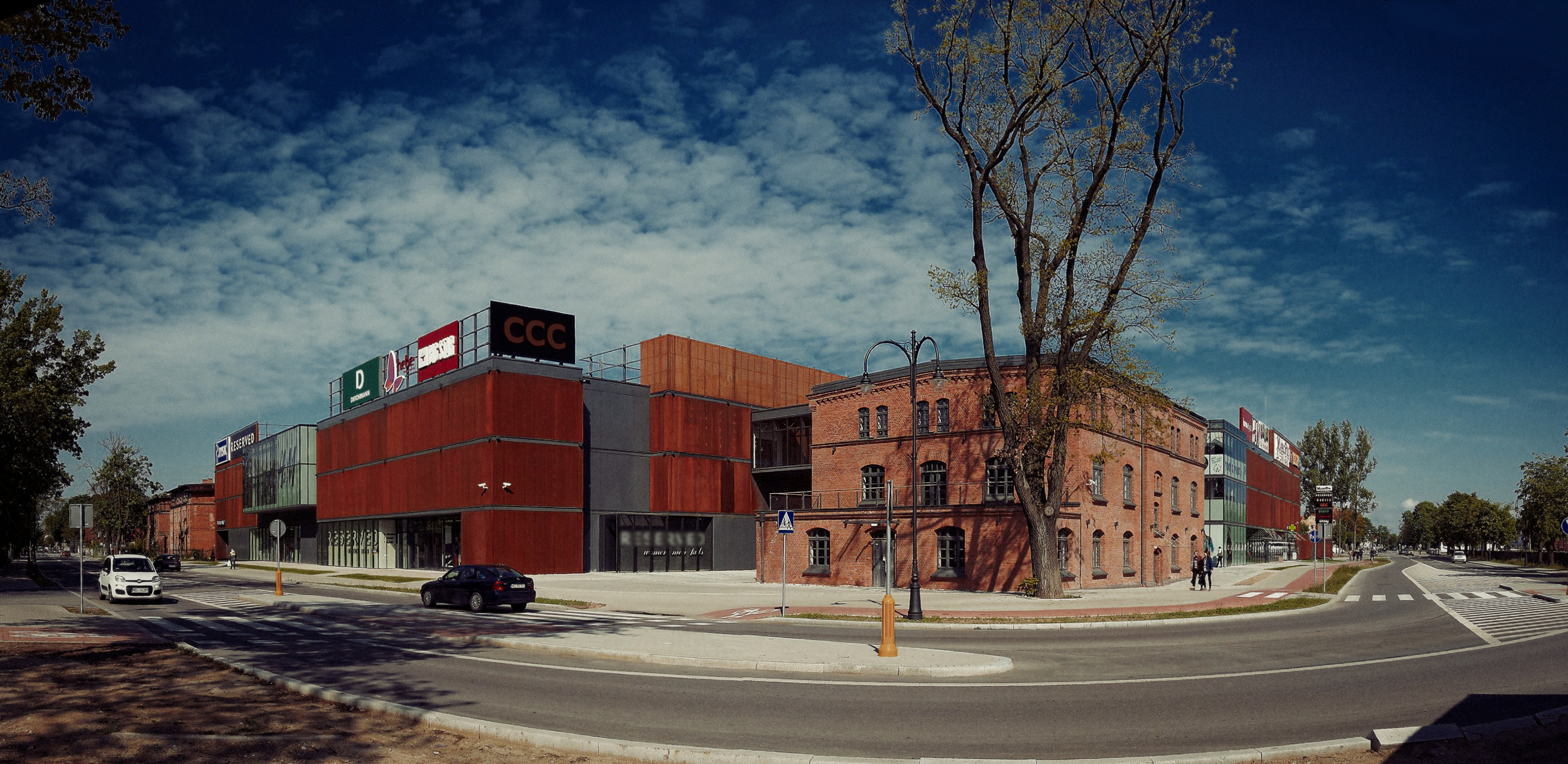
Galeria handlowa Brama Mazur

  - 1 marca – Muzeum Historyczne zostaje operatorem kolei wąskotorowej[132]
  - 7 czerwca - Jan Paweł II został patronem Ełku, mszę św. kończącą peregrynację obrazu Matki Bożej Częstochowskiej w diecezji ełckiej celebrował arcybiskup warmiński Wojciech Ziemba, a okolicznościową homilię wygłosił Stanisław Dziwisz, metropolita krakowski[133]
  - 28 lipca - uroczyście otwarto wyremontowany dworzec kolejowy, budynek zyskał nową podświetloną elewacją, wraz z podniesieniem dachu wzorem wyglądu przedwojennego[134]
  - 13 sierpnia - otwarcie największej galerii handlowej w mieście o nazwie Brama Mazur[135]
- 2015
  - 16 listopada - poświęcenie i uruchomienie Cmentarza Komunalnego nr 3 w Bartoszach koło Ełku, W pierwszym etapie przygotowano teren do pochówków o powierzchni 1,5 ha, na którym udostępniono łącznie 5 tys. miejsc grzebalnych, w tym 60 miejsc w kolumbariach. Docelowo cmentarz może zostać powiększony do 18 ha[136].
  - 25 listopada - przeniesienie Gimnazjum nr 2 do budynku przy ulicy Koszykowej 1[137].
- 2016
  - 1 maja - uruchomienie systemu Ełcka Karta Seniora[138]
  - 5 października – uwarzenie pierwszej warki przez Mazurski Browar[139]

- 2017

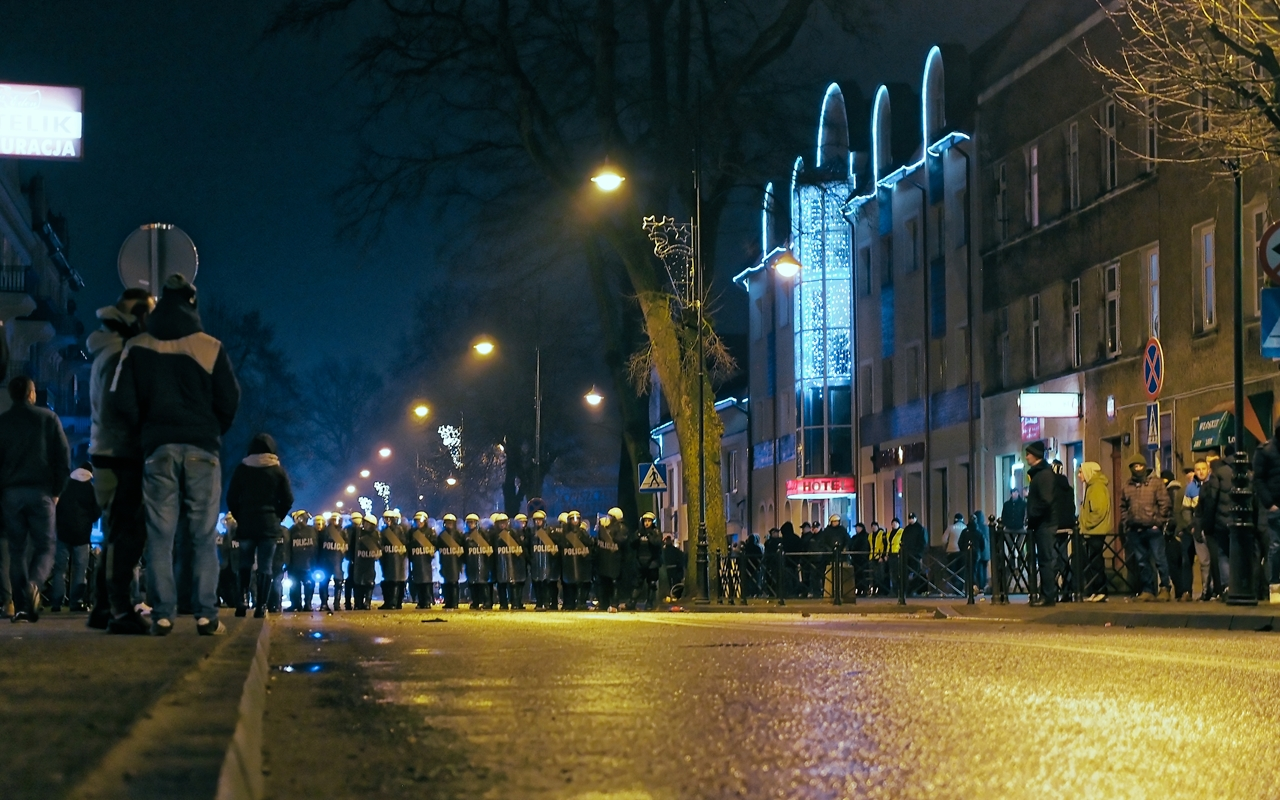
Zamieszki, pocz. 2017

  - 1 stycznia - zamieszki i starcia z policją po zabójstwie 21-latka przez Tunezyjczyka[140] W wyniku ekscesów zniszczono dwa lokale gastronomiczne, mienie miejskie, zatrzymano kilkadziesiąt osób z ponad 300 uczestniczących w zbiegowisku[141].
  - 8 sierpnia - miasto Ełk było na pierwszym miejscu w rankingu miast województwa warmińsko-mazurskiego i 47 w kraju z dodatnim saldem migracji ludności[142].
  - 1 września - w związku z reformą oświaty od roku szkolnego 2017/2018 nastąpiła zmiana granic obwodów szkolnych, przekształcenie Gimnazjum nr 2 w Szkołę Podstawową nr 1
  - 30 listopada - zakończenie działalności medycznej 108 Szpitala Wojskowego[143],
  - 1 grudnia - uroczysta inauguracja udzielania świadczeń zdrowotnych przez 1 Wojskowy Szpital Kliniczny z Polikliniką SPZOZ w Lublinie - Filia w Ełku[144]

- 2018

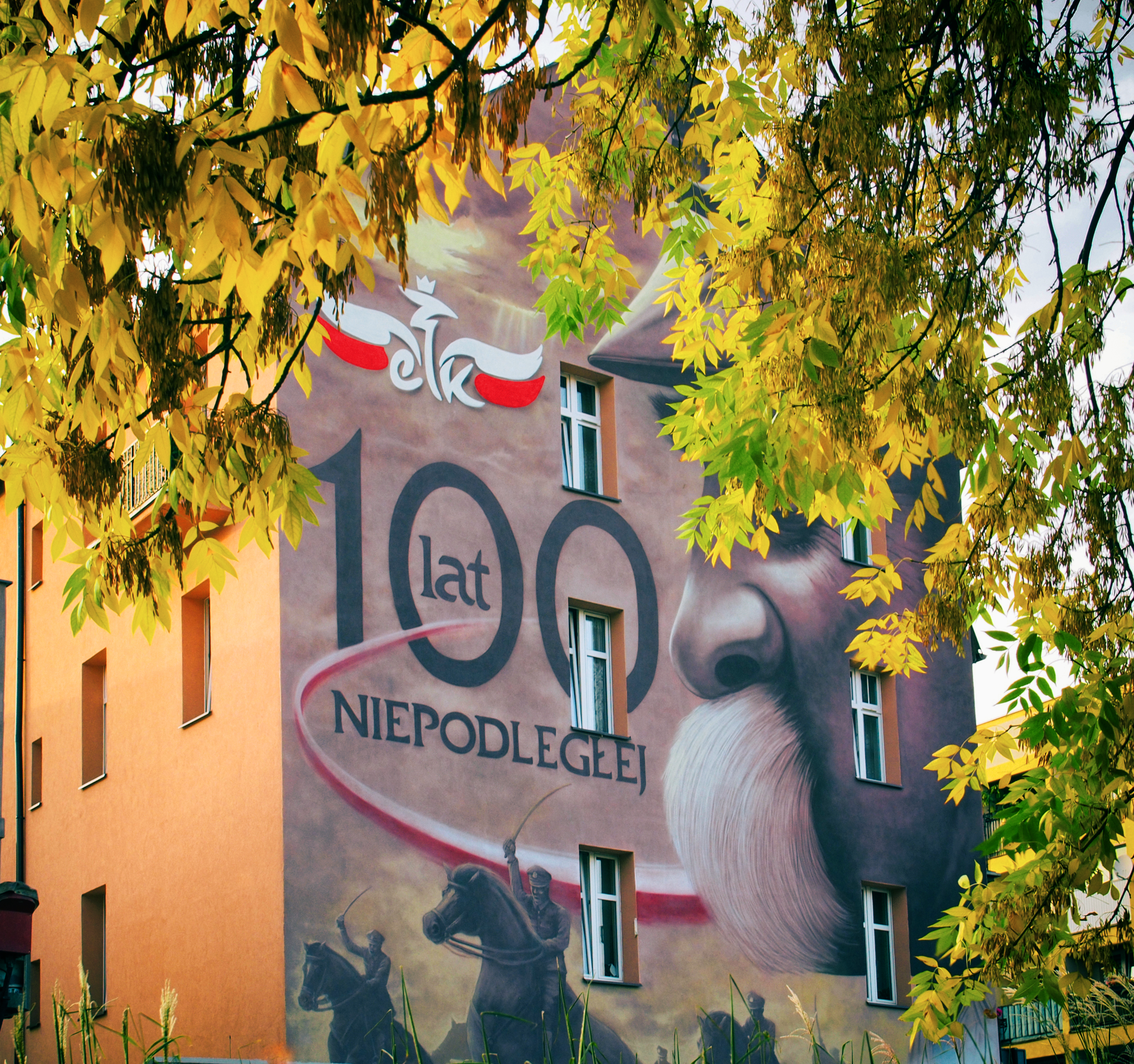
Mural upamiętniający stulecie odzyskania niepodległości na jednej z kamienic

  - 12 marca - rozpoczęcie remontu linii kolejowej 219 na odcinku Szczytno-Ełk
  - 20 czerwca - otwarcie plaży miejskiej przy ulicy Maksymiliana Kolbego
  - 17–19 sierpnia – kongres Świadków Jehowy pod hasłem „Bądź odważny!” w Hali Sportowo-Widowiskowej w Ełku
  - 10 września - przeniesienie Muzeum Historycznego do dworca stacji Ełk Wąskotorowy, uruchomienie Parku Odkrywców Kolei, zakończenie modernizacji obiektów na stacji wąskotorowej w I etapie
  - 11 listopada - w ramach obchodów setnej rocznicy odzyskania niepodległości przez Polskę odsłonięto pomnik marszałka Józefa Piłsudskiego[145]
  - 9 grudnia - pierwsza przysięga wojskowa żołnierzy formowanego w Ełku 44 batalionu lekkiej piechoty[146] wchodzącego w skład 4 Warmińsko-Mazurskiej Brygady Obrony Terytorialnej im. kpt. Gracjana Fróga ps. „Szczerbiec”[147]
  - 28 grudnia - otwarcie restauracji sieci McDonald`s

- 2019
  - 9-10 kwietnia - manewry wojsk NATO pod kryptonimem „Bull Run – 9” połączone z pokazem sprzętu w Ełku[148]
  - 16–18 sierpnia – Kongres Świadków Jehowy pod hasłem „Miłość nigdy nie zawodzi!” w Hali Sportowo-Widowiskowej w Ełku[149][150]